# Dijon
Dijon este o comună franceză, reședința prefecturii departamentului Côte-d'Orși capitala regiunii Bourgogne-Franche-Comté. Se află între bazinul parizian și coridorul rhodanian, pe axa Paris-Lyon-Mediterana, la 263 de kilometri sud-est de Paris și 175 de kilometri nord de Lyon.
Capitală istorică a ducatului Burgundia, oraș al sutelor de clopotnițe în perioada Vechiului Regim, moștenitoare a unui patrimoniu istoric și arhitectural bogat, Dijon este o destinație turistică al cărei farmec este amplificat de renumele gastronomic al regiunii. Centrul istoric al orașului constituie a doua componentă a climatului viticol din Burgundia, înscris din 4 iulie 2015 în patrimoniul mondial UNESCO.

## Geografie

### Localizare
Comuna se află la extremitatea nordică a Coastei vinurilor din Burgundia, cunoscută și sub numele de „Route des Grands Crus”, care se întinde de la Dijon până la Beaune în partea sa din departamentul Côte-d'Or.
Capitala Burgundiei se află în inima unei regiuni traversate de două râuri convergente: Suzon, care străbate orașul de la nord la sud, și Ouche, situat la sud de oraș; în sud se întinde „coasta” podgoriilor, care a dat numele departamentului. Dijon se află la 75 de kilometri vest de Besançon, 150 de kilometri nord-vest de Geneva, 175 de kilometri nord de Lyon și 263 de kilometri sud-est de Paris, capitala națională.
Situat pe un nod feroviar important din estul Franței (pe linia Paris-Lyon-Marsilia, cu ramificații spre Besançon, Belfort, Nancy, Elveția și Italia, prin tunelurile feroviare Fréjus și Simplon), orașul este deservit de unul dintre principalele noduri rutiere din Franța, la intersecția autostrăzilor A6, A31, A36, A38, A39 și A311.
„Dijon își are originea în câmpia aluvionară a râului Suzon, săpată în argilele terțiare ale «Câmpiei», care se întinde larg spre est”, urmând cursul râului Saône. Câmpia este de fapt o fosea tectonică situată la aproximativ douăzeci de kilometri de Dijon, umplută cu marne și argile oligocene, atingând o înălțime geologică de 100 de metri la Dijon.

### Comune limitrofe
| Ahuy                                                               | Asnières-lès-Dijon Bellefond | Ruffey-lès-Echirey                                |
| Fontaine-lès-Dijon Talant Plombières-lès-Dijon Corcelles-les-Monts |                              | Saint-Apollinaire Quetigny Chevigny-Saint-Sauveur |
| Chenôve                                                            | Neuilly-Crimolois Longvic    | Sennecey-lès-Dijon                                |

### Topografie

Panoramă a vestului orașului Dijon văzută din turnul Philippe le Bon.

Dijon și periferia sa, care formează Dijon Métropole, își datorează originalitatea unei disimetriei caracteristice, între relieful variat al sudului (coasta podgoriilor) și întinderile plate din est (câmpiile Saône). La nord, platoul Langres, ultima margine a bazinului parizian, domină câmpia cu o altitudine cuprinsă între 100 și 150 de metri. Astfel, Dijon se află în centrul unei axe geografice orientate nord-nord-est/sud-sud-vest.
Altitudinea variază între 250 și 500 de metri NGF. Dijon se caracterizează prin numeroase văi adâncite și, de cele mai multe ori, înguste (numite „combes”), adesea amenajate ca parcuri municipale, precum Combe aux Fées și Combe à la Serpent, dintre care cea mai importantă este valea râului Ouche, situată la nord-estul platoului. Dealurile reziduale, cunoscute sub numele de „tasselots” în dialectul local, formează siturile localităților Talant și Fontaine-lès-Dijon, care domină orașul.
Dijon se află, așadar, la confluența a trei forme principale de relief:
- La sud, „coasta” care se întinde de la Dijon până la Beaune pe o distanță de 80 km, acoperită de podgorii ale căror frunze capătă o nuanță aurie toamna, inspirație pentru denumirea poetică a departamentului Côte-d'Or în 1790. De-a lungul acestei coaste, de la Dijon până în sudul orașului Beaune, trece celebra Rută a Marilor Cru.
- La vest, se întinde platoul, primul contrafort al platourilor calcaroase din Burgundia. Altitudinea variază între 350 și 500 m. Platoul este presărat cu numeroase văi înguste și adânci, numite combes; cea mai importantă este valea râului Ouche, situată la nord-estul platoului. Din acesta se desprind dealuri reziduale, pe care s-au format localitățile Talant și Fontaine-lès-Dijon.
- La est, începe câmpia râului Saône. Altitudinea variază între 170 și 240 m. Relieful este domol, deși câteva coline alterează peisajul, în special o prelungire a platourilor langroise, care marchează locul unde râul Suzon se varsă în câmpie la nord, precum și colinele Saint-Apollinaire și Montmuzard, situate la est.

### Hidrografie
Dijon este traversat în principal de Canalul Burgundiei și de două cursuri de apă naturale: Ouche și Suzon. Primul curge la suprafață, în timp ce al doilea traversează orașul printr-o rețea de canale subterane. Pârâul Raines, care trece prin grădina Arquebuse, se varsă în Ouche. Agglomerația dijoneză primește aproximativ 732 mm de precipitații pe an, repartizate în medie pe 164 de zile.
- Râul Ouche[7], venind din nord, are un debit mediu cuprins între 10 și 20 m³/s, dar poate depăși 100 m³/s în perioadele de viitură. În astfel de cazuri, pot apărea inundații, însă acestea sunt rare și localizate. Pe cursul său, la intrarea în oraș, a fost amenajat în 1964 un lac artificial, lacul Kir. În aglomerația dijoneză mai există două alte întinderi de apă, de dimensiuni mult mai reduse: Étang Royal, situat în comuna Longvic, și Étang de la Leue, în Neuilly-lès-Dijon, ambele aflate în imediata apropiere a râului Ouche.
- Râul Suzon[6], al doilea curs de apă ca importanță, curge din nord-vest spre sud-estul aglomerației. În zona urbană, cursul său este complet canalizat. La intrarea în Dijon, debitul său poate atinge un maxim de 20 până la 30 m³/s.

Singura cale navigabilă din Dijon este Canalul Burgundiei, care leagă râurile Saône și Yonne și care este folosit în prezent aproape exclusiv pentru navigația de agrement.
Hidrografia generală a regiunii se scurge spre câmpia aluvionară a râului Saône, situată la est. Rețeaua de canalizare însumează 527 de kilometri. Există trei straturi acvifere principale: stratul aluvionar al râului Ouche, stratul aluvionar al râului Tille și stratul acvifer Dijon Sud. Acestea reprezintă principalele rezerve de apă potabilă pentru Dijon Métropole. Alimentarea este susținută de patru rezervoare principale, cu o capacitate totală de aproape 95 000 m³.
Inundațiile reprezintă singurul risc natural major (alături de cutremure, care sunt extrem de rare). Opt dintre cele douăzeci și trei de comune din Dijon Métropole, inclusiv centrul orașului Plombières-lès-Dijon, precum și Ahuy, Chenôve, Marsannay-la-Côte și Longvic, sunt expuse riscurilor de revărsare a bazinului râului Ouche. Pentru a gestiona aceste riscuri, au fost elaborate planuri de prevenire a hazardelor naturale.
De asemenea, se desfășoară o politică de îmbunătățire a calității apei, bazată pe două stații de epurare: una recentă, situată în Chevigny-Saint-Sauveur, și alta mai veche, aflată în Longvic. Aceasta are ca obiectiv alinierea la normele ecologice în vigoare.
În 2005 a fost lansat un program numit „Eauvitale”, care, pe lângă eliminarea conductelor de plumb, urmărește reducerea pierderilor de apă și stabilizarea prețurilor pentru consumatori. Consumul total de apă al aglomerației se ridică anual la 24 de milioane de metri cubi.

### Geologie
Aglomerația face parte din pragul Morvan-Vosges, situat între Bazinul Parizian și Bazinul Rhodanian. În era secundară (acum aproximativ 265–65 milioane de ani), întreaga regiune era acoperită de ape, în timp ce în era terțiară (acum aproximativ 65–1,8 milioane de ani), ridicarea Alpilor și a masivului Jura a provocat încrețirea reliefului și a generat o împingere spre nord-vest.
Masele sedimentare s-au fracturat și au fost compartimentate, dând naștere unor văi și dealuri locale. S-a format, de asemenea, o linie de falie orientată nord-est/sud-vest, însoțită de platouri calcaroase adiacente, caracteristice peisajului burgund, aflate în apropierea zonei de prăbușire care a dat naștere câmpiei râului Saône.
În perioada cuaternară (acum aproximativ 1,8 milioane de ani), eroziunea a generat depozite de nisipuri și pietrișuri, formând câmpiile aluvionare prin care curg râurile Suzon, Ouche și Raine.

### Pedologie
Dijon și aglomerația sa cuprind trei mari clase principale de soluri:
- Solurile calcimagnezice și argilo-pietroase, formate din marne, calcare argiloase și pietriș calcaros, specifice zonei de la baza coastei, constituind fundamentul pedologic al producției viticole.
- Solurile brunificate argilo-lutoase, pietroase, situate pe calcare sau loess, care formează platourile din nord.
- Solurile puțin evoluate, caracterizate prin aluviuni lutoase, tipice zonelor de inundație din lunca râurilor locale, precum Suzon și Ouche.

### Climă
În 2010, climatul comunei era clasificat drept climat oceanic degradat al câmpiilor din Centru și Nord, conform unui studiu realizat de CNRS pe baza unei serii de date acoperind perioada 1971-2000. În 2020, Météo-France a publicat o tipologie a climei din Franța metropolitană, în care comuna este încadrată într-un climat oceanic alterat, situat în regiunea climatică Burgundia – Valea Saônei. Aceasta se caracterizează printr-un nivel bun de însorire (1 900 ore/an), veri călduroase (temperatura medie de 18,5 °C), aer uscat în primăvară și vară și vânturi slabe.
Pentru perioada 1971-2000, temperatura anuală medie este de 11,4 °C, cu o amplitudine termică anuală de 16,1°C. Cumulul anual mediu de precipitații este de 743,4mm, cu 10,6 zile de precipitații în ianuarie și 7,8 zile în iulie. Pentru perioada 1991-2020, temperatura medie anuală observată la stația meteorologică Météo-France cea mai apropiată, situată în comuna Ouges la 7 km distanță în linie dreaptă, este de 11,6 °C, iar cantitatea medie anuală de precipitații este de 691,2 mm.
Pentru viitor, parametrii climatici estimati pentru comună, pentru anul 2050, conform diferitelor scenarii de emisii de gaze cu efect de seră, pot fi consultati pe un site dedicat publicat de Météo-France în noiembrie 2022.

### Căi de comunicație și transport

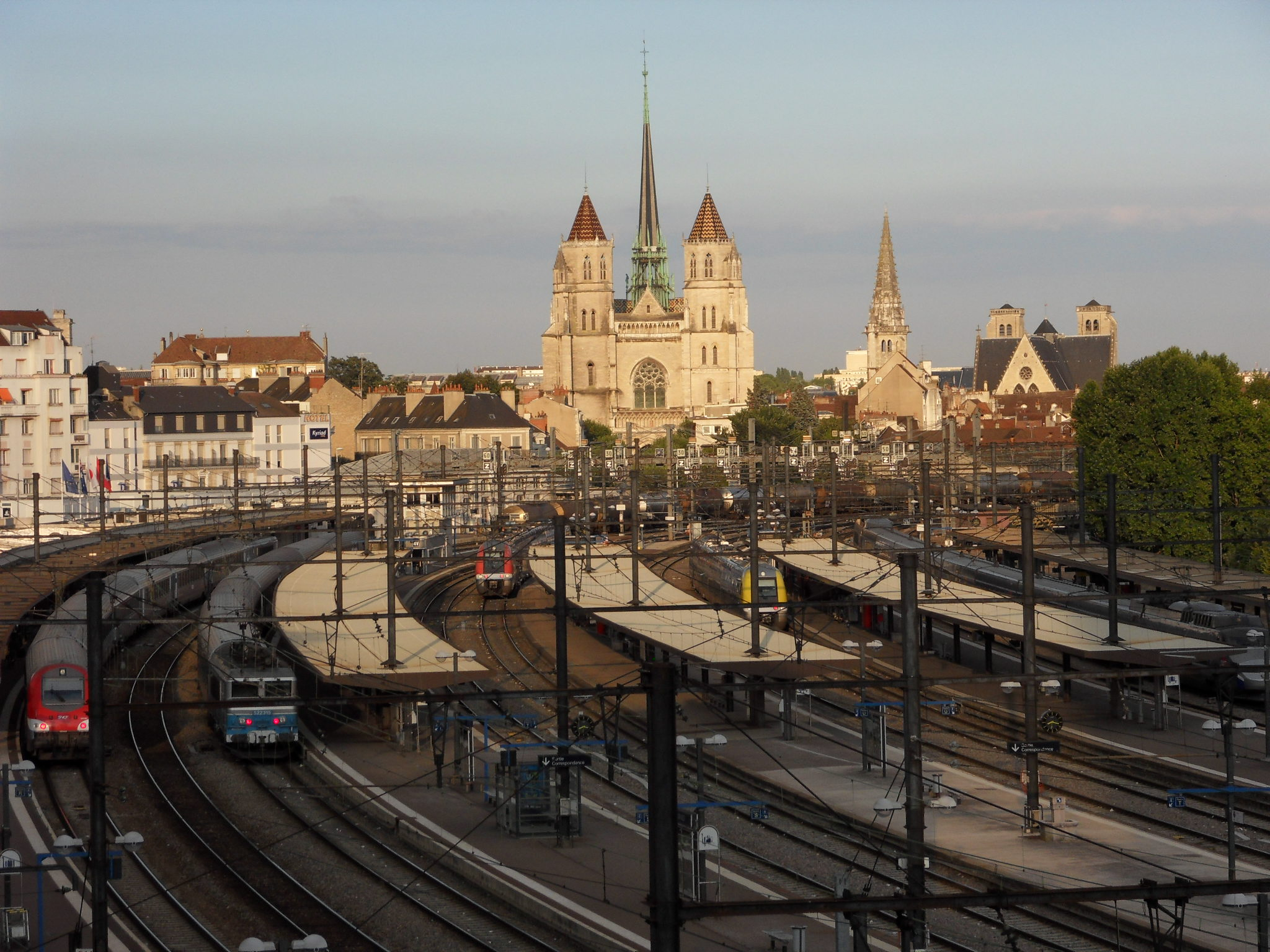
Gara Dijon-Ville

În secolul al XVII-lea, la începutul domniei lui Ludovic al XIV-lea, Dijon era legat de Paris printr-o diligență săptămânală, care făcea între șapte și opt zile pentru a parcurge distanța dintre cele două orașe, în funcție de sezon.
Mai târziu, mai mult decât Canalul Burgundiei, de dimensiuni modeste, calea ferată a fost cea care a favorizat dezvoltarea industrială a orașului. „A doua jumătate a secolului al XIX-lea va impune Dijon ca un nod feroviar de prim rang”, conform istoricului André Gamblin.
În prima jumătate a secolului al XX-lea, importanța drumurilor a crescut, în special cea a RN 6, care a devenit un traseu internațional în anii 1930, dar care a favorizat mai mult orașul Chalon-sur-Saône.
După război, construcția autostrăzii A6 și apariția TGV-ului Paris-Lyon au deviat fluxurile de transport, iar, conform lui André Gamblin, „Dijon devine orașul bretelelor” (nodurilor rutiere).
Însă, din anii 1990, Dijon și-a reafirmat rolul de nod de comunicație.
- Autostrada A31 traversează acum orașul,
- Autostrada A39, inaugurată în 1994, leagă Dijon de Dole,
- Autostrada gratuită A38 conectează Dijon cu Pouilly-en-Auxois,
- Rama estică a LGV Rhin-Rhône, care leagă Dijon de rețeaua europeană de mare viteză, este în serviciu din 11 decembrie 2011[25].

#### Căi rutiere
Trei ieșiri de autostradă permit accesul în comună:
- Ieșirea de pe A31 (Beaune - Dijon - Nancy - Luxemburg),
- Ieșirea de pe A38 (Dijon - A6 la Pouilly-en-Auxois),
- Ieșirea de pe A39 (Dijon - Dole - Bourg-en-Bresse).

Orașul și aglomerația sa dispun de centura Dijon, cu o lungime de 12 km, având 2×2 benzi de circulație, extinsă cu 6,5 km prin „Lino” (Liaison Intercommunale Nord-Ouest), inaugurată în februarie 2014. Astfel, centura ocolitoare acoperă trei sferturi din Dijon.
Aceasta leagă zona Toison d’Or din nord până la Chenôve în sud, facilitând conexiunea cu A311, iar de acolo cu A31. La vest, A38 se termină în Plombières-lès-Dijon, în apropierea lacului Kir.
Realizarea „Lino” (Liaison Intercommunale Nord-Ouest) asigură un trafic mai rapid pentru vehiculele venind dinspre Paris și vest, facilitând legătura între autostrada A38 și zona Toison d'Or.
Această arteră are rolul de a decongestiona bulevardele interioare ale orașului și de a asigura continuitatea rețelei naționale prin conectarea autostrăzilor A38 și A31.
Cu o lungime de 6,5 km, Lino a fost inițial amenajată cu 2×1 benzi, urmând să fie extinsă ulterior la 2×2 benzi.
În final, centura Dijon va avea o lungime totală de 18,5 km.

#### Transport feroviar
Trei linii de TGV deservesc Dijon: TGV Sud-Est, LGV Méditerranée și LGV Rhin-Rhône, conectând Dijon cu Paris (1 h 36), Marsilia (3 h 28), Montpellier (3 h 31), Besançon (26 min), Mulhouse (1 h 02) și Strasbourg (2 h 16).

#### Transport aerian
Dijon beneficiază de proximitatea aeroportului Dole-Jura, o infrastructură civilă care primește anual sute de mii de pasageri. Orașul dispune, de asemenea, de propriul său aeroport, Dijon-Bourgogne, destinat exclusiv zborurilor de afaceri, în absența unor linii comerciale regulate. Din 2014, aeroportul este administrat de sindicatul mixt al aeroportului Dijon-Bourgogne și exploatat de compania privată SNC-Lavalin. În 2016, compania Edeis preia exploatarea acestuia.
Absența unei mari structuri aeroportuare se explică prin apropierea aeroporturilor internaționale din Paris, Lyon și Basel-Mulhouse.

## Urbanism

### Tipologie
La 1 ianuarie 2024, Dijon este categorisat drept mare centru urban, conform noii grile comunale de densitate cu 7 niveluri, definită de INSEE (Institutul Național de Statistică și Studii Economice) în 2022. Face parte din unitatea urbană Dijon, o aglomerație intra-departamentală al cărei oraș-centru este. De asemenea, comuna aparține zonei metropolitane a Dijonului, al cărei oraș-centru este. Această zonă, care cuprinde 333 de comune, este clasificată în categoriile cuprinse între 200.000 și mai puțin de 700.000 de locuitori.

### Utilizarea terenului
Ocuparea terenurilor în comuna respectivă, conform bazei de date europene privind ocuparea biogeofizică a solurilor Corine Land Cover (CLC), este caracterizată de predominanța teritoriilor artificializate (80 % în 2018), în creștere față de 1990 (75,1 %). Distribuția detaliată în 2018 este următoarea: zone urbanizate (48,1 %), zone industriale sau comerciale și rețele de comunicații (26,4 %), terenuri arabile (12,4 %), spații verzi artificializate, neagricole (4,7 %), păduri (4,7 %), medii cu vegetație arbustivă și/sau ierboasă (1,6 %), mine, gropi de gunoi și șantiere (0,9 %), ape continentale (0,7 %), culturi permanente (0,6 %). Evoluția ocupării terenurilor în comună și a infrastructurilor sale poate fi observată pe diferitele reprezentări cartografice ale teritoriului: harta Cassini (secolul XVIII), harta de stat-major (1820-1866) și hărțile sau fotografiile aeriene ale IGN pentru perioada actuală (1950 până în prezent).

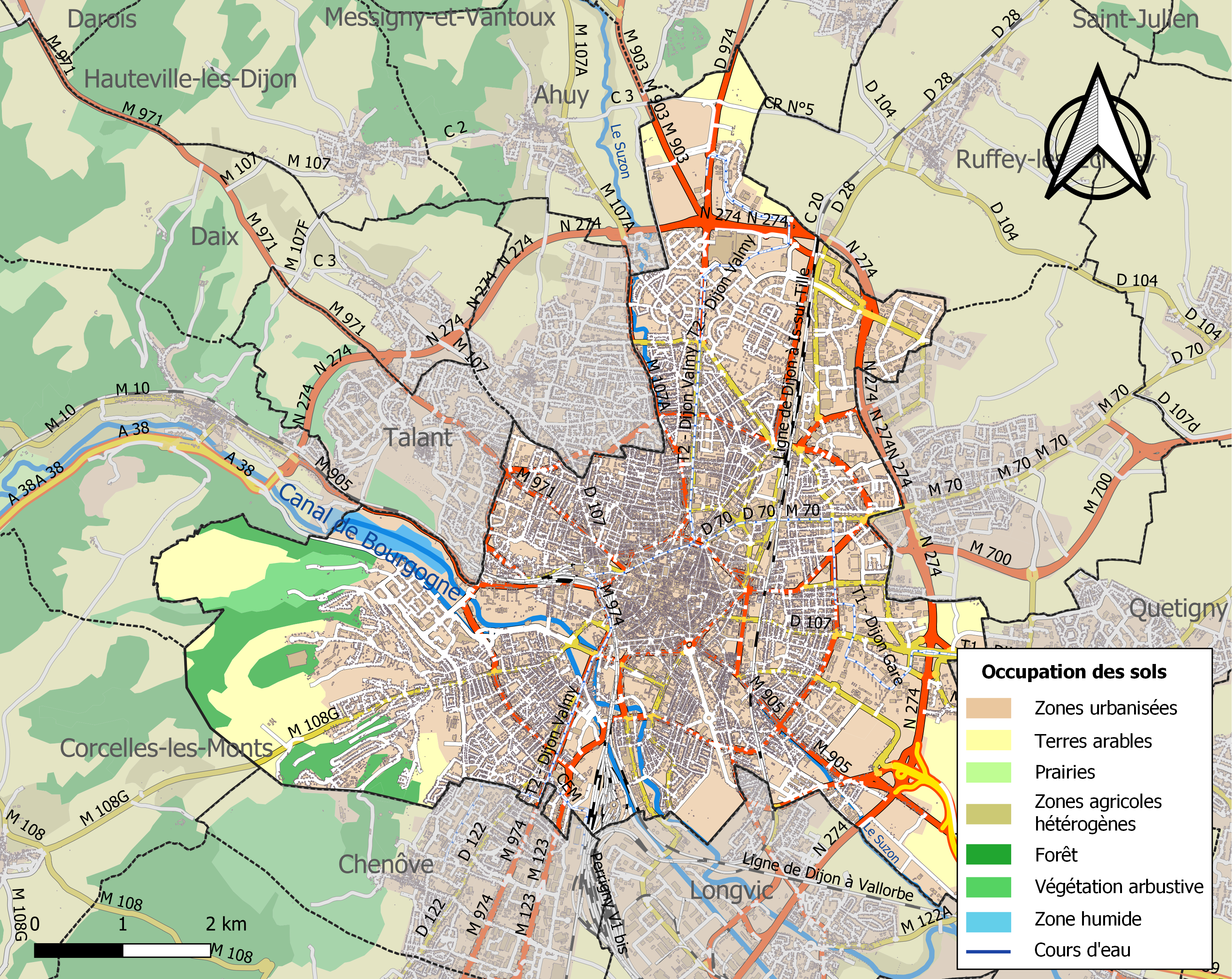
Harta infrastructurii și utilizării terenului a comunei în 2018 (CLC).

## Toponimie

### Originea și sensul numelui
Originea și semnificația numelui Dijon au fost intens dezbătute. Castrul antic (castrum de Dijon) este, conform specialiștilor, „o piață sacră”, desemnată prin numele Divio. Acest nume este atestat sub formele locus Divionensis în secolul al VI-lea și la Gregor de Tours, care menționează Divionense castrum, apoi Divione și Digum în secolul al XIII-lea. În latină medievală, orașul este denumit în general Divio (genitiv: Divionis).
Pierre Gras, fost conservator-șef al Bibliotecii Municipale din Dijon, propune în mod conjectural un *Devomagus sau *Diviomagus, compus din termenul galic magos (în irlandeza veche: mag, „câmpie”), latinizat în magus, având sensul de „câmp” sau „piață”, și divio, care înseamnă „sacru”. Terminația „-on” provine uneori dintr-o evoluție a lui -magus (de exemplu, Noyon derivă din Noviomagus, iar Chassenon din Cassinomagus). Totuși, Albert Dauzat și Charles Rostaing, bazându-se pe formele vechi ale toponimului, identifică în acesta sufixul -onem și citează ca omonim Divion (comună din Pas-de-Calais). Numele Dijon provine astfel dintr-o latinizare a sufixului autohton -o.
Acest nume celtic ar data doar din epoca romană, în același mod în care Autun a primit, în timpul cuceririi romane, numele de Augustodunum. Potrivit lui Gérard Taverdet, profesor de lingvistică la Universitatea din Burgundia, numele Divio (sau uneori Dibio) s-ar fi aplicat inițial râului local Suzon, având sensul de „râul limpede” sau „râul sacru”, devenind ulterior numele orașului, conform unui proces frecvent în toponimie.
În cele din urmă, singura rădăcină galică certă este divo- („divin”). Acest cuvânt este înrudit cu latinescul deus („zeu”) și divinus („divin”). Cuvântul galic ar fi fost devos (pronunțat dēuos), bine atestat în antroponimia autohtonă: Devorix, Devonia, Deviatis etc., precum și în hidronime caracteristice: Deva, Diva (râul Dives); Devona, Divona (Divonne, Dionne). Termenul galic divona este explicat de Ausonius: «Divona Celtarum lingua fons addite divis» („Divona, în limba celților, izvor dedicat zeilor”).
Variantele divo- și devo- sunt, probabil, influențate de latină, deși nu se poate exclude existența unei rădăcini indigene diuo-. Rădăcina dēuo- s-a perpetuat în vechea irlandeză (dia), în vechea galeză (duiu), în vechea celtică din Cornwall (duy) și în limba bretonă (doue, „zeu”).

### Perifraze care desemnează orașul
- „Capitala ducilor de Burgundia” (în referire la capitala statului Burgundia condus de duci);
- „Orașul Ducilor” (în referire la ducii de Burgundia);
- „Orașul cu o sută de clopotnițe”[4] (în referire la numărul mare de edificii religioase din oraș);
- „Frumoasa adormită” (expresie utilizată la sfârșitul secolului XX).

## Istorie

### Neolitic
Nu există lucrări reale de săpături arheologice referitoare la orașul Dijon. Nu există niciun document privind perioada neolitică. Totuși, au fost descoperite un siloz în actualul cartier Grésilles și obiecte din epoca bronzului în apropierea cartierului Bourroches. Câteva obiecte domestice mărunte, un fragment de farfurie decorat cu ornamente geometrice incizate din perioada Hallstatt și o pensetă din epoca La Tène III au fost scoase la iveală chiar în centrul orașului (pe strada du Tillot și strada du Château). Două lucrări reunesc descoperirile anterioare începutului secolului al XX-lea: Recueil d’Espérandieu (1911) și Inscriptions antiques de la Côte-d'Or de Pierre Lejay (1889).
Situl Lentillières a furnizat urme de habitat din neoliticul timpuriu. Valea ar fi fost ocupată cu mult înainte de epoca gallo-romană. Confluența drumurilor într-o vale fertilă, irigată de Suzon și Ouche, a permis dezvoltarea unui mic sat.

### Protoistorie și Antichitate
Dijonul celtic, Divio, era metropola sudică a lingonilor. Treisprezece morminte de la sfârșitul epocii fierului (300-200 î.Hr.) au fost descoperite nu departe de centrul actual al orașului. Acestea conțin defuncți adulți înhumați în poziție așezată, în gropi circulare cu un diametru de aproximativ un metru. Acest tip de rit funerar, cu înhumare „așezată”, este considerat extrem de rar.
O necropolă cu peste douăzeci de morminte gallo-romane (secolul I d.Hr.) a fost, de asemenea, identificată de arheologi pe același șantier. Acestea conțin rămășițele unor copii mici, decedați înainte de vârsta de un an. Aceștia au fost înhumați în lăzi de piatră sau sicrie de lemn. În interiorul mormintelor au fost descoperite ofrande sub formă de obiecte ceramice sau monede.
Un drum roman traverse orașul pe axa sud-vest – nord-est, venind de la Bibracte, apoi de la Autun spre Gray și Alsacia, în timp ce un alt drum leagă sud-estul de nord-vest, dinspre Italia către bazinul parizian. Dijon este fortificat în perioada Bas-Empire, printr-un zid de incintă care protejează o suprafață redusă, de aproximativ 10 hectare.

Traseul reconstituit al castrum-ului din Dijon, dispărut de atunci, cu excepția câtorva vestigii rare încă vizibile.

Singurele edificii romane care s-au păstrat sunt un turn al castrum-ului, cunoscut sub numele de „turnul micului Saint-Bénigne”, și câteva fragmente ale incintei din perioada Bas-Empire, care a constituit nucleul pre-urban al viitorului oraș. Drumul roman Chalon-sur-Saône – Langres a fost identificat în mai multe locuri, inclusiv în parcul de la Colombière, unde este vizibil. Acesta ocolește castrum-ul.
Această cale este adesea considerată, în mod eronat[réf. nécessaire], de către public și anumiți popularizatori (precum abatele Claude Courtépée, autor al Description générale et particulière du duché de Bourgogne), ca fiind una dintre cele patru mari căi romane (Via Agrippa), menționate de istoricul grec Strabon.
Alte două drumuri romane au fost descoperite: unul venind dinspre câmpia Saône și altul ducând spre Alsacia.
Fundamentele castrumului, un zid de zece metri înălțime, sunt parțial alcătuite din stele funerare, statui și alte blocuri de piatră reutilizate, provenind dintr-o necropolă. Unele dintre aceste stele, având formă de obelisc, oferă informații prețioase despre numele și profesiile locuitorilor din acea epocă.

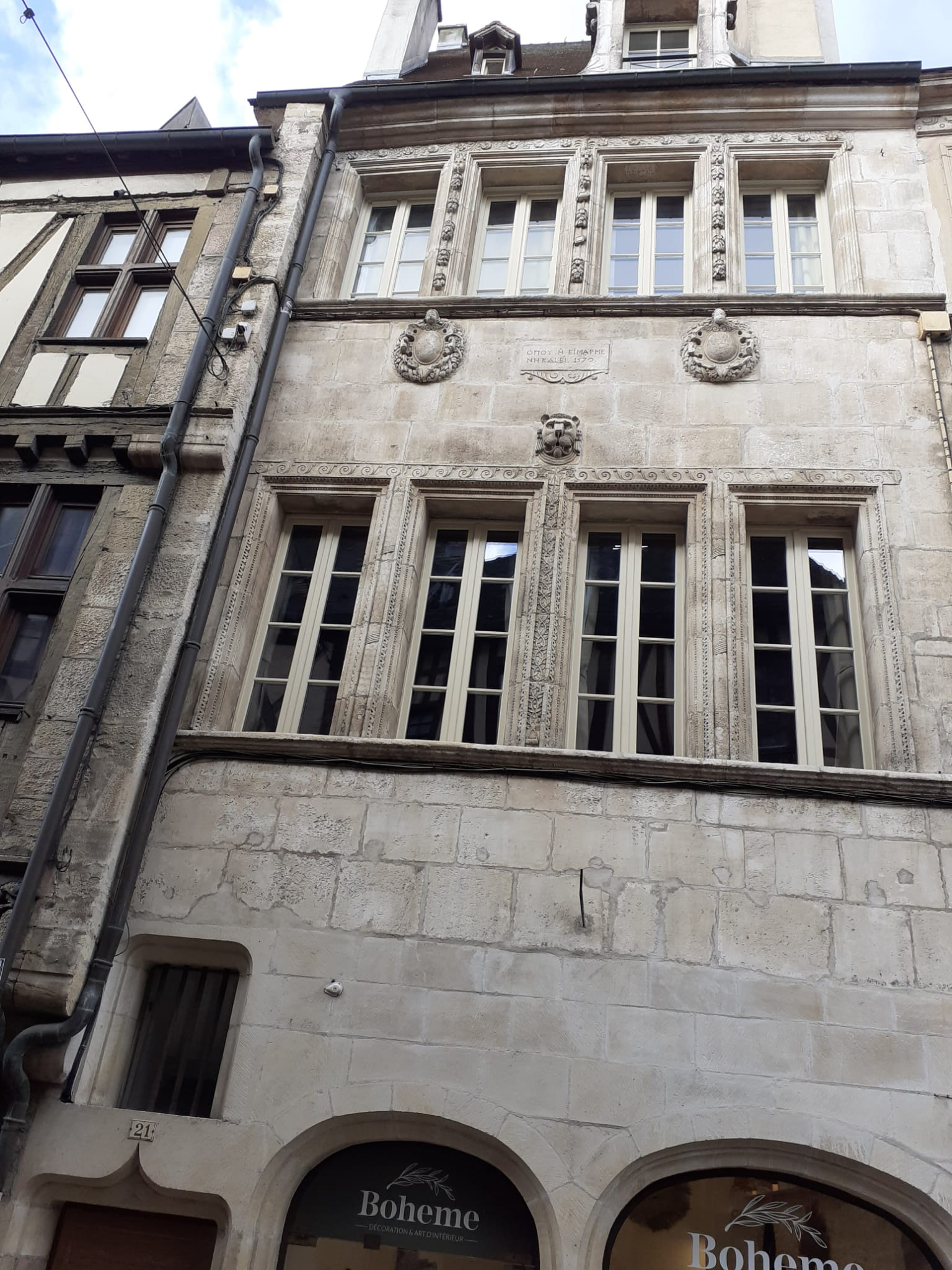
Inscripție grecească în centrul orașului

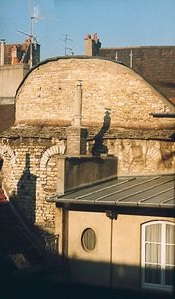
Turn rămas din castrumul din Dijon.

Dijonul roman avea două necropole: una situată de-a lungul drumului Chalon-Langres, pe teritoriul actual al cartierelor Cours du Parc până la rue de Gray, iar cealaltă, în vest, pe locurile unde se află edificiile Saint-Bénigne, Saint-Philibert și Saint-Jean. Această din urmă necropolă, folosită încă din secolul al II-lea, a continuat să servească drept cimitir până în timpul domniei lui Ludovic al XVI-lea.
Culturi indigene erau îmbinate cu cele romane: au fost descoperite stele votive dedicate lui Épona și Sucellos, alături de reprezentări ale zeilor oficiali romani: Mercur, Iuno, Hercule și Apollo. Descoperirea, în 1598, a unei inscripții în limba greacă pare să ateste existența unui cult dedicat lui Mithra.
Zidul roman devine inutil odată cu construirea unei noi incinte în secolul al XII-lea, însă traseul său a fost întotdeauna păstrat și cunoscut.
În secolul al VI-lea, Gregor de Tours oferă prima descriere scrisă a Divio și a castrumului:
„ Este o fortăreață dotată cu ziduri foarte puternice, situată în mijlocul unei câmpii foarte plăcute; pământurile sunt fertile și roditoare, astfel încât, după ce plugul a trecut o singură dată prin câmpuri, se aruncă semințele și apoi se obține o recoltă bogată și îmbelșugată.

La sud se află râul Ouche, foarte bogat în pește; dinspre nord pătrunde un alt râu mai mic (Suzon), care intră printr-o poartă, curge pe sub un pod și iese printr-o altă poartă; după ce înconjoară zidurile și incinta cu apele sale liniștite, pune în mișcare, în fața porții, mori cu o viteză uimitoare.
Patru porți au fost plasate în cele patru colțuri ale lumii, iar treizeci și trei de turnuri împodobesc întreaga incintă. Zidul acesteia a fost construit din blocuri de piatră fasonată până la o înălțime de douăzeci de picioare, iar deasupra cu pietriș; are o înălțime de treizeci de picioare și o lățime de cincisprezece picioare.

Nu știu de ce acest loc nu a fost numit cetate. În jurul său se află izvoare prețioase. La vest se întind coline foarte fertile, pline de vii care produc un vin atât de nobil, încât locuitorii săi disprețuiesc ascalonul. Bătrânii spun că acest loc a fost construit de împăratul Aurelian. ”
Gregor de Tours indică faptul că incinta avea treizeci și trei de turnuri, dintre care unul, parțial conservat, este încă vizibil la numărul 15 de pe rue Charrue, într-o mică curte.
Cele patru porți sunt: poarta leilor, poarta dinspre Saint-Médard, poarta vechiului castel și poarta de deasupra Bourg-ului.
Grosimea zidului, departe de a atinge 15 picioare (4,50 m), așa cum afirmă Grégoire de Tours, nu pare să fi depășit 2 metri.
Această incintă este reprodusă în planurile din secolul al XVII-lea, însă doar două porți au fost descoperite: poarta Vacange de pe rue Chabot-Charny și cea de pe rue Porte-aux-Lions.
Turnul micului Saint-Bénigne, situat între rue Amiral-Roussin și rue Charrue, a devenit în secolul al XV-lea un loc de cult dedicat sfântului, despre care se presupune că ar fi fost închis acolo.
Au fost găsite urmele unei mori la nivelul rue des Bons-Enfants.
Un templu (singurul din oraș) a fost scos la iveală în timpul demolării Sainte-Chapelle, la începutul secolului al XIX-lea. Aceasta se afla în apropierea palatului ducilor de Burgundia, pe actuala place de la Sainte-Chapelle.

### Dijonul medieval

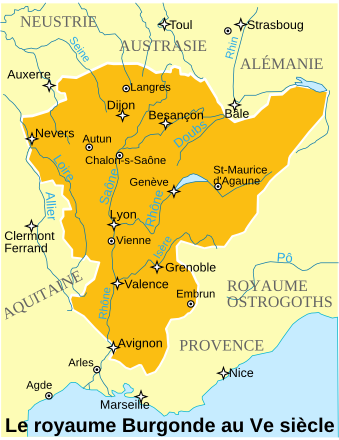
Regatul burgund în a doua jumătate a secolului al V-lea.

Episcopii de Langres își stabilesc temporar reședința la Dijon după jefuirea orașului Langres de către vandali, între anii 407 și 411. Influența lor permite construirea unor edificii religioase, printre care un ansamblu catedral format din trei clădiri: Saint-Étienne, Sainte-Marie și Saint-Vincent.
Conform tradiției, două bazilici sunt ridicate ulterior de sfântul Urbain, pe locul unde se află în prezent biserica Saint-Jean.
Dijon este apoi ocupat de burgunzi, care sunt înfrânți de Clovis I în anii 500 sau 501. Arabii invadează orașul în 725, însă normanzii nu reușesc să îl cucerească în 887.
În această perioadă apar primii conți de Dijon: Aimar, Eliran și Raoul, proveniți din casa robertiană.
În anul 1002, abatele Vilhelm de Volpiano începe reconstruirea abației și a bisericii Saint-Bénigne (actualul Musée archéologique de Dijon). În abație ridică o rotondă menită să adăpostească mormântul Sfântului Bénigne, evanghelizatorul Burgundiei. Din acest monument, distrus în 1793, s-a păstrat doar nivelul inferior, cunoscut sub numele de criptă.
La începutul secolului al XI-lea, Dijon era format dintr-un oraș fortificat, închis între zidurile gallo-romane, rămășițe ale vechiului castrum din Dijon, și un bourg care se întindea până la abația Saint-Bénigne. În jurul orașului existau mici cătune, precum Dompierre, Trimolois, Charencey, Bussy și Prouhaut, care au dispărut între timp. Ducii de Dijon domneau atunci asupra regiunii.
În 1015, regele Robert al II-lea încearcă să cucerească ținutul Dijonnais: atacă mai întâi satul Mirebeau-sur-Bèze și împrejurimile sale, apoi asediază castrum-ul din Dijon. Totuși, în fața rezistenței viguroase a episcopului de Langres, Brunon de Roucy, sprijinit de abatele de Cluny și de contele orașului, regele renunță la asalt.
În anul următor, moartea episcopului îi oferă lui Robert al II-lea ocazia de a negocia cu succesorul acestuia, Lambert de Vignory, cedarea comitatului Dijon către regele Franței, în 1016.
Orașul se alătură astfel ducatului Burgundia și devine capitala acestuia. La moartea regelui Franței, în 1031, fiul său, Henric I, renunță la Bourgogne și cedează Dijon și ducatul ca apanaj fratelui său, Robert I. Acest eveniment marchează începutul a trei secole de dominație capetiană asupra Dijonului.
La 28 iunie 1137, un mare incendiu reduce Dijon la cenușă. Ducii reconstruiesc atunci o incintă mult mai largă decât cea precedentă, care va proteja orașul până în secolul al XVIII-lea.
La sfârșitul secolului al XII-lea și în secolul al XIII-lea, Dijon se împodobește cu monumente de valoare, precum Sainte-Chapelle, Hôpital général de Dijon, biserica Notre-Dame etc. În jurul fiecărei porți se dezvoltă mici bourgs, deși orașul nu depășește niciodată limitele incintei sale.
Ducii dețin un castel pe locul unde se află în prezent primăria Dijon și exercită acolo, în principal, puterea judiciară.
În 1183, ducele Hugues al III-lea permite redactarea unei charte , păstrată în Arhivele municipale. Datorită acestui document, care a fost copiat în multe alte orașe din Bourgogne, ducii își sporesc averea.
Sainte-Chapelle își datorează edificarea unui jurământ făcut de ducele Hugues al III-lea. Surprins de o furtună în timp ce se îndrepta spre Țara Sfântă, el promite să construiască lângă palatul său o biserică dedicată Fecioarei Maria și Sfântului Ioan Evanghelistul. Lucrările de construcție încep în 1172, însă sfințirea are loc abia în anul 1500.

### Dijon și ducatul Burgundiei

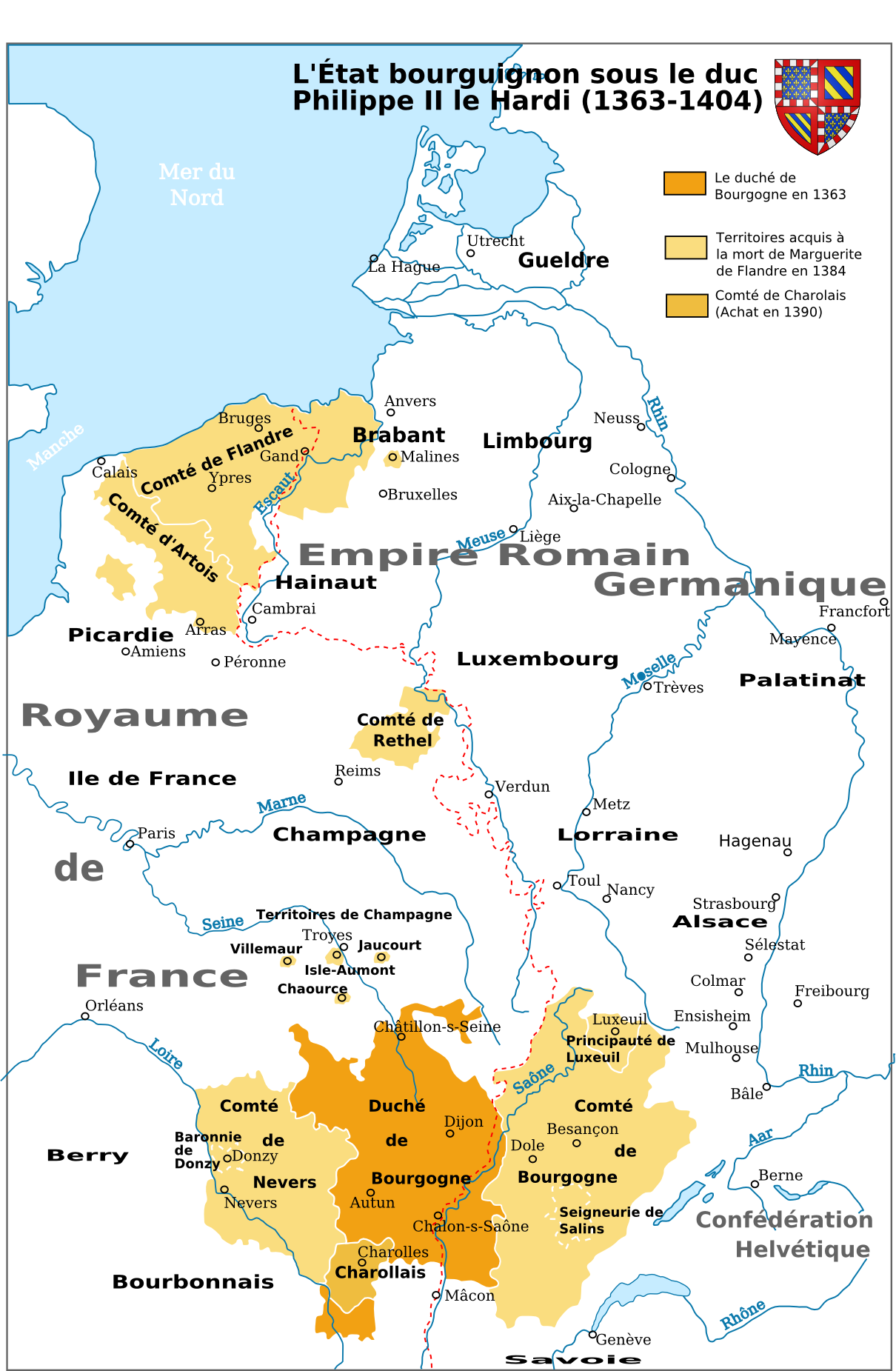
Statul burgund în 1404.

Dijon traverse o perioadă strălucită sub cei patru duci Valois ai Bourgogne, care domnesc între 1363 și 1477. Orașul este capitala ducatului Burgundia, un ansamblu de state care se întinde până în Țările de Jos.
Centrat pe acest ducat, statul burgund se extinde, timp de mai bine de un secol (1363-1477), prin moșteniri și căsătorii, ajungând până în Picardia, Champagne, Țările de Jos Burgunde, Belgia, Germania, ducatul Luxemburg, Alsacia, comitatul Flandra și Elveția.
Ducele Filip cel Îndrăzneț (1364-1404) este primul duce al dinastiei de Valois și preia stăpânirea asupra orașului Dijon, prin ordinul regelui, în 1363. El fondează la Dijon necropola dinastică, chartreuse de Champmol, pe care o transformă într-un centru artistic. Ioan fără Frică (1404-1419) îi urmează la conducere. Ducele Filip cel Bun (1419-1467) reconstruiește palatul ducal și instituie, în 1432, capela palatului său ca sediu al Ordinului Lânii de Aur. Cu toate acestea, Dijon nu este un oraș foarte populat; încă predominant rural și afectat de epidemii, orașul nu număra decât 13.000 de locuitori în 1474. Ducele Carol cel Temerar (1467-1477), care locuiește puțin timp la Dijon, eșuează în lupta sa împotriva regelui Franței și moare în bătălia de la Nancy, împotriva ducelui de Lorena René al II-lea, aliat cu Ludovic al XI-lea. Atunci, puternicul stat burgund se prăbușește, permițându-i lui Ludovic al XI-lea să anexeze ducatul la 19 ianuarie 1477.

### Dijon în Regatul Franței

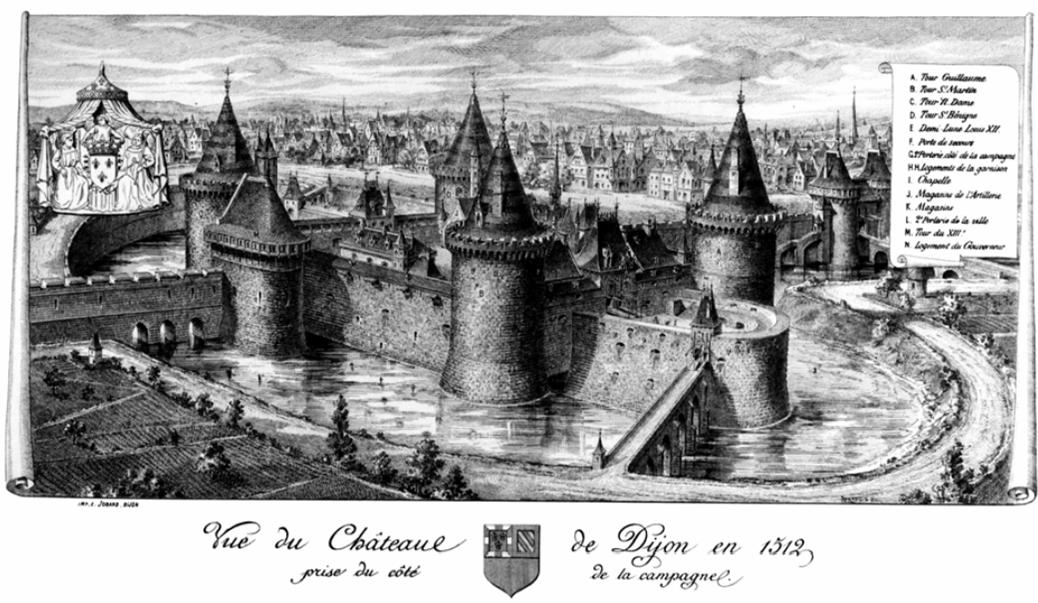
Castelul din Dijon, secolul al XV-lea.

În ciuda câtorva revolte împotriva regelui, Dijon s-a supus autorității sale. Ludovic al XI-lea ordonă transferul parlamentului Burgundiei de la Beaune la Dijon. De asemenea, el construiește un castel la Dijon, pe locul actualei piețe Grangier, pentru a supraveghea locuitorii. În timpul unei vizite la Dijon, pe 31 iulie 1479, regele confirmă solemn privilegiile orașului, în biserica Saint-Bénigne din Dijon.
Ducesa Maria de Burgundia (1457-1482), pe atunci în vârstă de douăzeci de ani și fiica unică a ducelui Carol cel Temerar, se căsătorește cu Maximilian I de Habsburg, căruia îi aduce ca zestre comitatul Burgundiei și posesiunile din Flandra. Tratatul de la Senlis din 1493 împarte cele două Burgundii, iar Dijon devine un oraș de frontieră.
În 1513, împăratul Maximilian speră să recupereze ducatul Burgundiei, trimițând o armată de 14.000 de mercenari elvețieni, 5.000 de germani și 2.000 de franc-comtois pentru a asedia Dijon. Guvernatorul Ludovic al II-lea de La Trémoille, trimis să apere orașul, reușește să-i facă pe asediatori să plece, exploatând abil neînțelegerile dintre elvețieni și germani și promițând o răscumpărare de 400.000 de ecus, din care doar o parte va fi plătită. Elvețienii ridică asediul pe 13 septembrie.
Dijonezii, care s-au rugat cu ardoare pentru eliberarea lor, au atribuit plecarea asediatorilor intervenției Fecioarei Maria, a cărei statuie, Notre-Dame de Bon-Espoir, păstrată în biserica Notre-Dame, a fost purtată în procesiune. Aceste evenimente au demonstrat puternicul sentiment de apartenență al dijonezilor la Franța.
După acest episod, fortificațiile orașului sunt întărite prin construirea bastioanelor Saint-Pierre (1515), Guise (1547) și Saint-Nicolas (1558). Pe de altă parte, burghezia prosperă, așa cum o dovedesc numeroasele hoteluri și case care pot fi încă admirate. În secolul al XVI-lea, orașul se înfrumusețează cu stilul Renașterii italiene, adus de Hugues Sambin.

### Dijon sub Vechiul Regim
Parlamentul Burgundiei, transferat de la Hôtel des ducs de Bourgogne din Beaune la Dijon, face din acest oraș unul parlamentar, unde nobilimea construiește hoteluri particulare. Dijon trece prin tulburări religioase între 1530 și 1595. După Contrareformă, sunt construite noi biserici și capele mănăstirești. Un rege al Franței, Francisc I sau Henric IV, ar fi numit Dijon „orașul cu o sută de clopotnițe” datorită numărului mare de instituții religioase (în principal Iezuiți, Minimi, Carmelite, Iacobini, Ursuline).
După anexarea regiunii Franche-Comté la regat în 1678, Dijon, pierzându-și statutul de oraș de frontieră, se poate extinde din nou. Sub administrația prinților de Condé și a guvernatorilor Burgundiei, orașul se transformă. O Piață Regală, actuala Place de la Libération, este amenajată în fața fostului Palat al ducilor de Burgundia; aceasta este concepută ca un cadru pentru o statuie ecvestră a lui Ludovic al XIV-lea, turnată în 1690, dar instalată abia în 1725, din cauza dificultăților de transport. Palatul ducilor, devenit reședința regelui, este extins și transformat în Palatul ducilor și al Statelor Burgundiei. Strada Condé, actuala rue de la Liberté, este trasată. Prinții de Condé creează vastul parc Colombière și castelul Colombière, legate de oraș printr-o alee plantată cu arbori, cursul Parc.
Această prosperitate continuă în secolul al XVIII-lea. Dijon primește în 1722 o facultate de drept, apoi Academia în 1725, care îi acordă lui Jean-Jacques Rousseau primul premiu al concursului pentru Discurs asupra originii și fundamentelor inegalității dintre oameni în 1750. Colegiile de Medicină devin deosebit de renumite încă din 1755. Cu o populație între 22.000 și 23.000 de locuitori, Dijon este un oraș de mărime medie în regat. Administrația municipală se bazează pe oficiali municipali aleși și mandatați prin hotărârea Consiliului de Stat din 20 aprilie 1668, care stabilește constituția Camerei; pentru Pierre Gras, Dijon este exemplul unei municipalități parlamentare de provincie.
În 1731, papa Clement al XII-lea răspunde favorabil cererilor seculare ale locuitorilor din Dijon care doreau să aibă propriul lor episcop. Orașul devine sediul unui mic episcopat între cele din Langres, Autun și Besançon. Primul grădină botanică este creat în 1760. În 1766 este înființată o Școală de desen; în 1787 este fondată instituția care va deveni Muzeul de Arte Frumoase. Industria epocii (țesături, mătăsuri, filaturi diverse) se dezvoltă însă cu dificultate.

### Dijon în timpul Revoluției
Înainte de Revoluția Franceză, Dijon este un oraș unde își are reședința guvernatorul Burgundiei, prințul de Condé, și unde se desfășoară în mod regulat sesiuni ale Statelor Burgundiei. Parlamentul Burgundiei atrage prezența unei nobilimi influente și înstărite. Instituții precum facultățile, academia și școala de desen contribuie, de asemenea, la activitatea intelectuală a orașului.
De asemenea, în 1789, Dijon trece de la statutul de capitală provincială la cel de reședință de departament. La 15 iulie 1789, revoltații ocupă castelul și turnul Saint-Nicolas, fără o legătură directă cu evenimentele de la Paris.
Mai multe monumente remarcabile sunt distruse: chartreuse de Champmol, rotonda de la Saint-Bénigne, o parte a castelului Montmusard; altele sunt avariate, precum bisericile Saint-Bénigne și Notre-Dame, ale căror portaluri sunt mutilate. Mănăstirile și conventele sunt vândute sau demolate. Sainte-Chapelle dispare în 1802. Statuia din bronz a lui Ludovic al XIV-lea, care împodobea Place Royale, este distrusă în 1792; metalul său este folosit pentru fabricarea de monede sau tunuri. Ghilotina funcționează o vreme în Place du Morimont, actuala Place Émile-Zola.

### Dijon în secolul al XIX-lea

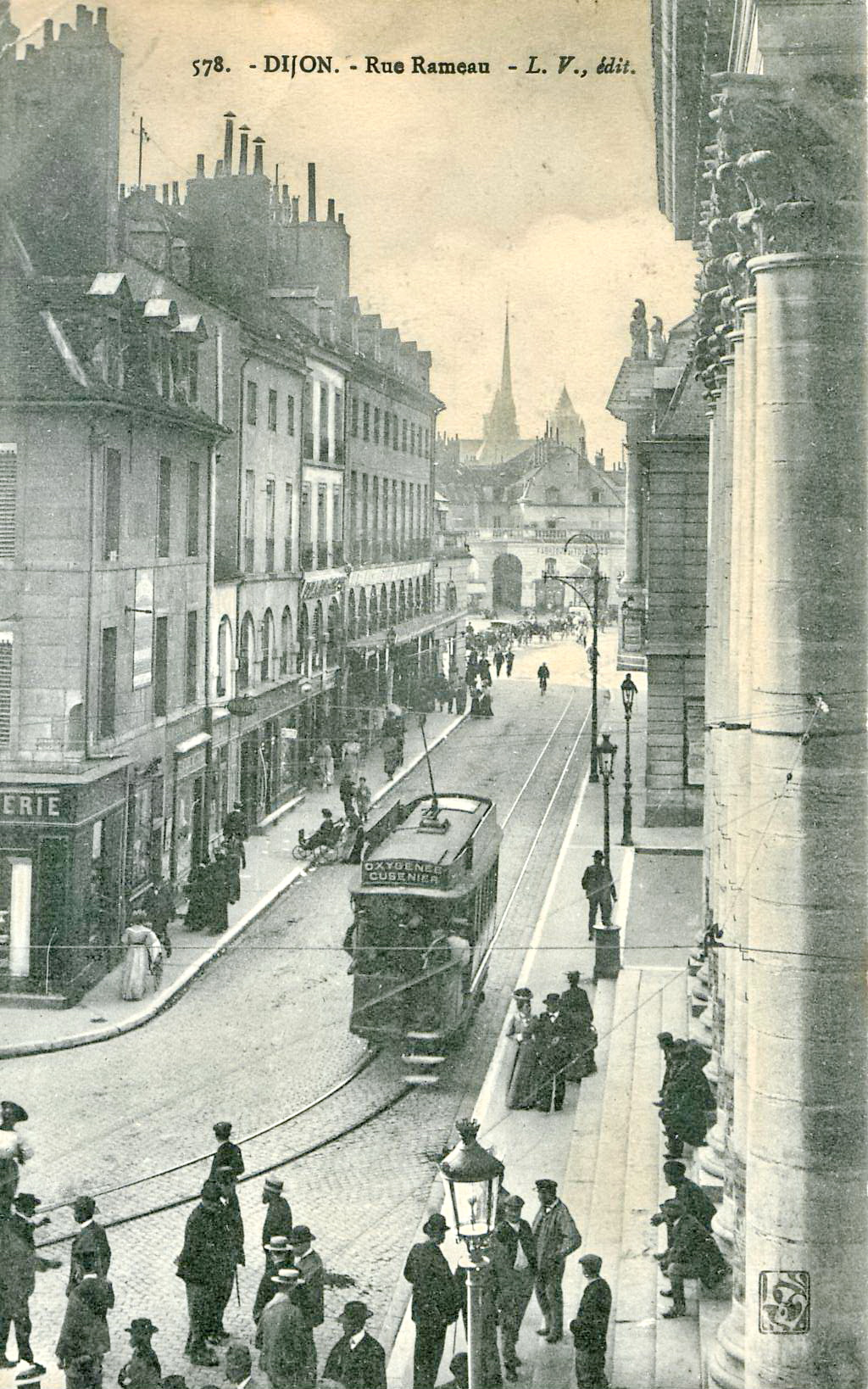
Strada Rameau la sfârșitul secolului al XIX-lea.

În 1804, sunt înființate liceul și Școala de Drept, iar în 1808, facultățile de Litere, Științe, Drept și Medicină. În 1814, Aliații, care luptă împotriva lui Napoleon I, intră în Dijon și ocupă orașul.
Exploatarea cărbunelui și a fierului la Le Creusot, finalizarea canalului Burgundiei și a portului canalului din Dijon în 1833 redau orașului o anumită importanță economică. Cartierul Saint-Bernard este creat în afara zidurilor de apărare. În 1840, rețeaua de alimentare cu apă, proiectată și implementată de inginerul Henry Darcy, este inaugurată sub administrația prefectului Chaper pentru a combate insalubritatea; îmbunătățirea igienei permite astfel Dijónului să prospere și mai mult.
În anii 1840, primarul Victor Dumay, consiliul său municipal și inginerul Henry Darcy susțin cu succes trasarea liniei de cale ferată Paris-Lyon-Marsilia prin Dijon. Secțiunea dintre Tonnerre și Dijon este inaugurată la 1 iunie 1851 de către prințul Louis-Napoléon Bonaparte. De atunci, Dijon se dezvoltă rapid: cartierul gării se populează, iar cartierele periferice încep să fie construite. Napoleon al III-lea vizitează Dijon, împreună cu împărăteasa Eugénie, în zilele de 23 și 24 august 1860.
În 1866, în urma unui concurs, este propus un proiect de plan urbanistic inspirat de lucrările realizate de Haussmann la Paris, elaborat de arhitectul Henri Degré și geometrii Jetot și Bachet, fiind adoptat în ciuda unor reticențe. Dijon număra 42.000 de locuitori în 1872, creșterea medie a populației fiind estimată la 1,5 % între 1801 și 1872. Ulterior, rata de creștere ajunge la 3,6 % între 1872 și 1975.
În timpul războiului franco-german din 1870, trei bătălii au avut loc la Dijon. La 30 octombrie 1870, soldații și mobilizații încearcă să apere orașul împotriva prusacilor. Fără artilerie, sunt nevoiți să se predea la sfârșitul zilei. La 26 noiembrie 1870, Garibaldi, aflat în fruntea armatei Vosgilor, nu reușește să recucerească Dijon și este nevoit să se retragă. Totuși, la 23 ianuarie 1871, francezii obțin o victorie împotriva germanilor, reușind chiar să captureze un steag pomeranian. Piața Trente-Octobre și Avenue du Drapeau amintesc aceste fapte de arme. Cu toate acestea, Dijon este ocupat de armata germană timp de aproximativ opt luni. În 1899, orașul primește Legiunea de Onoare pentru rezistența sa din octombrie 1870.
După război, Dijon își recapătă un rol strategic: sunt construite cazărmi și un arsenal, iar un ansamblu de șase forturi este ridicat în cadrul sistemului Séré de Rivières. Între 1850 și 1900, datorită exodului rural, populația orașului crește de la 30.000 la 70.000 de locuitori. Orașul se dezvoltă prin demolarea zidurilor sale de apărare, care sunt înlocuite cu bulevarde mari. După numeroase controverse, castelul construit de Ludovic al XI-lea este demolat între 1891 și 1897.
Se construiesc numeroase echipamente publice și private: liceul Carnot, École Normale, grupuri școlare, cimitire, mari magazine precum La Ménagère pe rue de la Liberté, inaugurat în 1897, hoteluri mari și lăcașuri de cult. În cartierele periferice apar fabrici: fabrica de biscuiți Pernot, fabrica de chei fixe Lachèze, precum și uzina Terrot în 1887. Orașul este deservit de linii de cale ferată secundare, inclusiv cele ale rețelei chemins de fer départementaux de la Côte-d'Or, din 1888, și de o rețea de tramvaie urbane.

### Dijon în prima jumătate a secolului XX

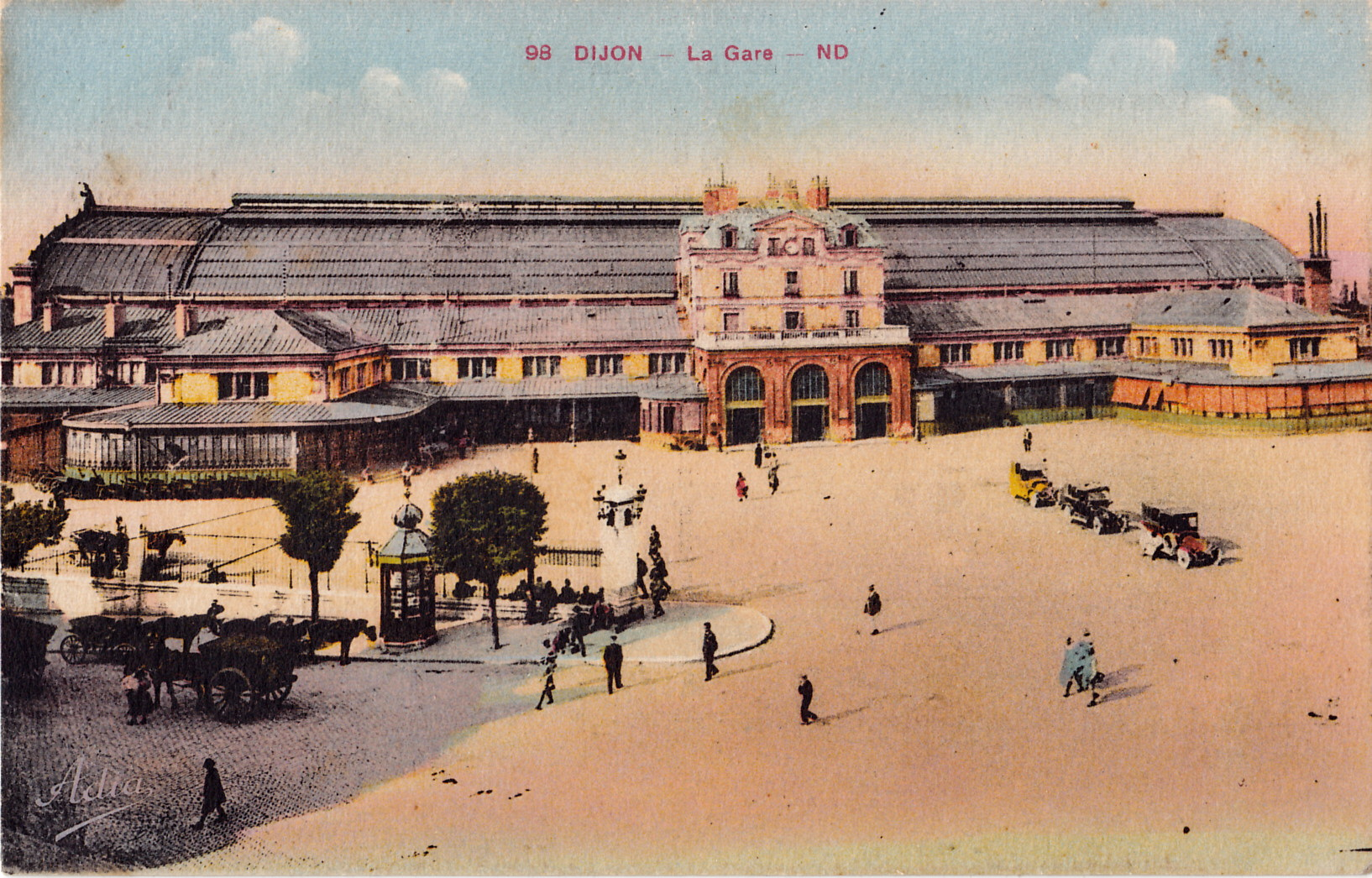
Prima gară Dijon-Ville, distrusă în 1944.

Sosirea în 1904 a unei majorități radicale, socialiste și anticlericale, conduse de Henri Barabant, este marcată de o campanie de „laicizare a străzilor”. De exemplu, Place Saint-Pierre (astăzi Place Wilson), Rue Sainte-Anne și Place Saint-Bernard sunt redenumite respectiv Place du Peuple, Rue du Chevalier de La Barre și Place Étienne Dolet. Aceste străzi își vor recăpăta numele original câteva zeci de ani mai târziu.
Primul Război Mondial nu provoacă pagube arhitecturale în Dijon, orașul contribuind la efortul de război prin industria sa alimentară și metalurgică, sub conducerea primarului Charles Dumont. Sub mandatul lui Gaston Gérard, primar între 1919 și 1935, orașul își reia dezvoltarea. Perioada interbelică este marcată de urbanizarea unor cartiere rezidențiale, precum Val d'Or sau Maladière, unde este ridicată impunătoarea biserică Sacré-Cœur. Administrația lui Gaston Gérard înființează și un parc sportiv la Montmuzard.
Ocupat la 17 iunie 1940 de armata germană a celui de-al Treilea Reich, Dijon este eliberat de trupele franceze la 11 septembrie 1944. În fața înaintării rapide a aliaților, germanii distrug podul Eiffel și gara.

### După 1945
După război, populația orașului a rămas stabilă, în jur de 100.000 de locuitori. Dijon este, în mare parte, un oraș cu economie bazată pe sectorul terțiar, iar mediul social este dominat de cadrele de nivel mediu și angajați. Clasa de mijloc se dezvoltă rapid, crescând de la 34,3 % din populația activă în 1954 la 40,2 % în 1975. Canonicul Kir, primar al orașului Dijon între 1945 și 1968, a dotat orașul cu un lac artificial, inaugurat în 1964.
Un eveniment inedit are loc pe 23 decembrie 1951: la inițiativa clerului local, o efigie a lui Moș Crăciun este spânzurată de grilajele catedralei Sainte-Bénigne și arsă în fața a 250 de copii veniți din patronaje. Purtătorul de cuvânt al episcopatului justifică acest autodafé prin caracterul păgân al personajului. Catolicii tradiționaliști aprobă această acțiune, care capătă rapid o dimensiune regională, apoi națională. Presa reflectă evenimentul, iar antropologul Claude Lévi-Strauss publică în revista Les Temps modernes o analiză intitulată Le Père Noël supplicié („Moș Crăciun martirizat”).
Municipalitatea reacționează foarte rapid: canonicul Kir, primarul Dijónului și membru al clerului secular, dispune ca pe 24 decembrie un pompier cu o barbă falsă să fie ridicat pe acoperișul primăriei pentru a saluta mulțimea. Simbolul este clar: primăria dorește să transmită că Moș Crăciun nu a murit și că Hôtel de Ville, ca loc al laicității, va apăra o tradiție populară în fața unui cler tradiționalist. Acest gest al unui pompier deghizat în Moș Crăciun, ridicat pe acoperișul primăriei în fața mulțimii pe 24 decembrie, va continua timp de mai mulți ani la Dijon.
Municipalitatea dezvoltă numeroase clădiri de servicii publice, precum spitalul Bocage, inaugurat în 1962. Începând din 1957, la inițiativa rectorului Marcel Bouchard, este creat un vast campus universitar la Montmuzard, pe aproape o sută de hectare. Odată cu expansiunea economică din perioada Trente Glorieuses, suprafața urbanizată a aglomerației se dublează pentru a răspunde crizei locuințelor. Cartierul Grésilles și ZUP Fontaine-d'Ouche sunt amenajate, iar municipalitățile satelit, precum Quetigny și Chevigny-Saint-Sauveur, se dezvoltă.
În 1971, este ales gaullistul Robert Poujade, care va rămâne în funcție timp de treizeci de ani, până în 2001.
În 1977, cotidianul Les Échos acordă orașului Dijon titlul de primul oraș ecologic, datorită amenajării în 1975 a parcului Combe à la Serpent, cel mai vast parc din oraș.
Ultima mare realizare a municipalității Poujade, Auditoriumul din Dijon este inaugurat pe 20 iunie 1998.
La 18 martie 2001, candidatul de stânga François Rebsamen este ales primar al orașului Dijon. Rămâne în funcție timp de 22 de ani, cu excepția perioadei aprilie 2014 - august 2015, când renunță la mandatul de primar pentru a ocupa funcția de Ministru al Muncii, Ocupării Forței de Muncă, Formării Profesionale și Dialogului Social în primul și al doilea guvern condus de Manuel Valls. În această perioadă, funcția de primar este preluată de prim-adjunctul său, Alain Millot. După decesul acestuia, în iulie 2015, din cauza unei boli, François Rebsamen revine în funcția de primar, pe care o păstrează până la anunțul demisiei sale, pe 18 noiembrie 2024.
Construcția Turnului Elithis, prima clădire cu energie pozitivă din Franța, este finalizată în 2009. Noul tramvai din Dijon este pus în funcțiune la sfârșitul anului 2012.
Între 12 și 16 iunie 2020 au loc evenimente fără precedent în istoria orașului, deși acestea au fost precedate de incidente similare, dar de amploare mai mică, la Nisa, Rouen și Troyes. Prin apeluri lansate pe rețelele sociale, membri ai comunității cecene din Franța vin din toată țara la Dijon, după agresarea unui tânăr cecen, pe care o atribuie dealerilor maghrebieni din cartierul Grésilles. Acest fapt determină câteva zeci de ceceni, estimați la aproximativ 150, să organizeze o expediție punitivă împotriva întregului cartier și a maghrebienilor care locuiesc acolo, provocând trei nopți de violențe urbane, uneori cu arme de război. O ultimă noapte de violență are loc în cartierul Mail din Chenôve, lăsând în urmă 20 de răniți, dintre care unul împușcat.
Pe 17 iunie, imam-ul din Quetigny, Mohamed Ateb, reușește să reunească reprezentanții celor două comunități și îi convinge să pună în aplicare un „armistițiu” între grupurile lor. Autoritățile publice sunt criticate de locuitorii din Grésilles, care le reproșează că au așteptat trei zile înainte de a interveni. Apărându-se de orice acuzație de laxism, autoritățile invocă lipsa efectivelor de poliție până la sosirea întăririlor, care au securizat orașul. Opt ceceni sunt inculpați pentru asociere infracțională și violențe agravate, iar alte șase persoane sunt plasate în arest preventiv.
În urma anunțului demisiei lui François Rebsamen pe 18 noiembrie 2024, pe 25 noiembrie, Consiliul municipal o alege pe prima sa adjunctă, Nathalie Koenders, ca noul primar al orașului Dijon, devenind astfel prima femeie care ocupă această funcție.

## Populația și societatea

### Date demografice
Evoluția numărului de locuitori este cunoscută prin recensămintele populației efectuate în comună începând din 1793. Pentru comunele cu mai puțin de 10 000 de locuitori, un recensământ al întregii populații este realizat la fiecare cinci ani, populațiile legale pentru anii intermediari fiind estimate prin interpolare sau extrapolare.
În 2022, comuna număra 159 941 locuitori, în creștere cu +3,13 % față de 2016 (Côte-d'Or: +0,82 %, Franța fără Mayotte: +2,11 %).
| An        | 1793   | 1821   | 1841   | 1851   | 1876   | 1886   | 1901   | 1921   | 1936   | 1962    | 1982    | 2006    | 2014    | 2022    |
| --------- | ------ | ------ | ------ | ------ | ------ | ------ | ------ | ------ | ------ | ------- | ------- | ------- | ------- | ------- |
| Populație | 20 760 | 22 397 | 26 184 | 32 253 | 47 939 | 60 855 | 71 326 | 78 578 | 96 257 | 135 694 | 140 942 | 151 504 | 153 668 | 159 941 |

## Cultură locală și patrimoniu

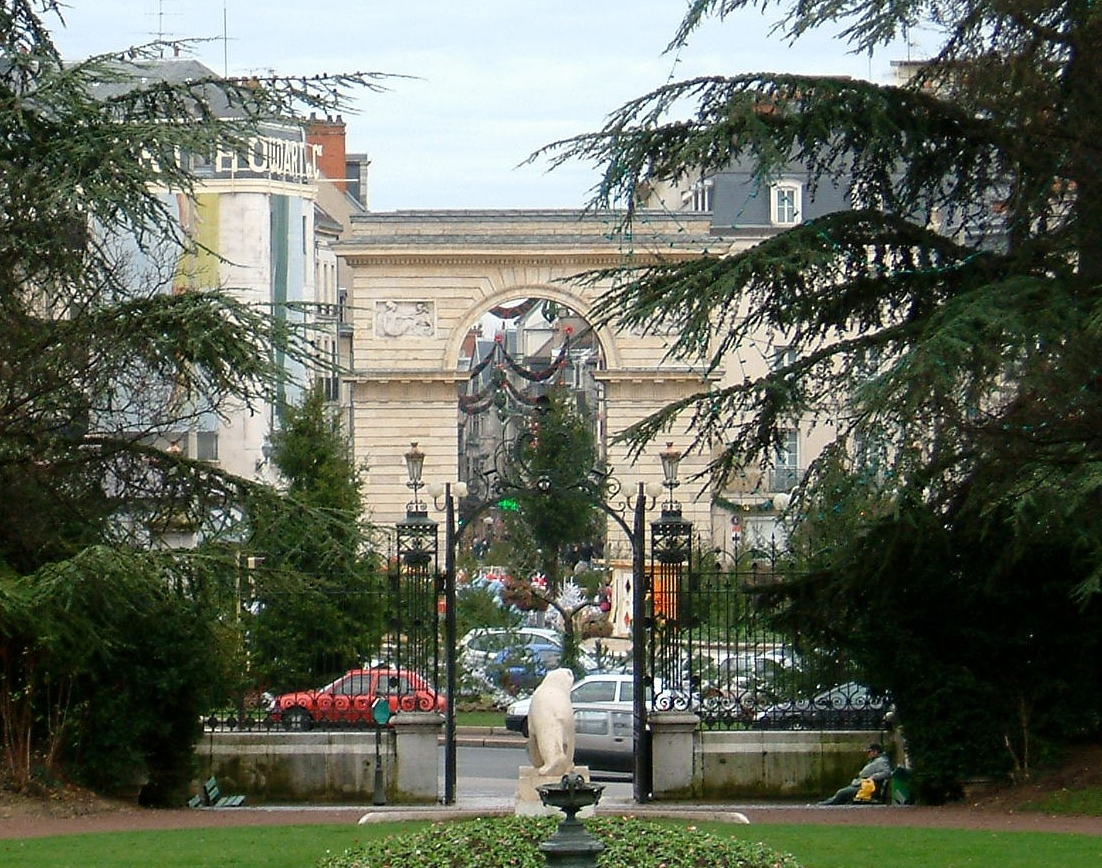
Jardin Darcy.

Dijon dispune de unul dintre primele sectoare protejate din Franța, cu o suprafață de 97 de hectare, care include monumente clasate și remarcabil conservate. Recunoscut internațional, patrimoniul său s-a construit de-a lungul secolelor și continuă să se îmbogățească în prezent, prin edificii publice precum Zénith sau Auditorium, dar și prin clădiri de înaltă tehnologie, cum este turnul Elithis.
Vieux Dijon sau centrul istoric cuprinde numeroase case vechi, palate particulare, reședințe burgheze, dar și locuințe mai modeste, care conferă farmec străzilor din centrul orașului. Majoritatea acestor monumente datează din Evul Mediu. Construcțiile din secolul al XIX-lea, de tip haussmannian, completează acest patrimoniu dijonez.
Crearea unui sector protejat, restaurarea progresivă a majorității reședințelor istorice și dezvoltarea unei zone pietonale în continuă extindere din anii 1970 permit atât locuitorilor din Dijon, cât și vizitatorilor, să se bucure de acest patrimoniu bogat. Acesta se integrează într-un turism departamental și regional, axat pe vin și moștenirea medievală.
În 2015, centrul istoric al orașului a fost înscris în Patrimoniul Mondial UNESCO, în cadrul sitului dedicat climats du vignoble de Bourgogne. Acesta constituie al doilea sit al înscrierii, primul fiind reprezentat de climats din Burgundia, împreună cu centrul istoric al orașului Beaune.

### Simbolurile orașului Dijon
Mai multe simboluri caracterizează orașul Dijon, cel mai cunoscut fiind bufnița (la chouette), o sculptură din piatră realizată într-o epocă incertă, situată pe un contrafort al unei capele din biserica Notre-Dame. Tradiția locală spune că, la Dijon, trebuie să mângâi această sculptură în timp ce îți pui o dorință.

### Arhitectură
Diversitatea arhitecturală a orașului Dijon este rezultatul unei istorii îndelungate. Astfel, în centrul orașului se găsesc străzi mărginate de clădiri medievale, dezvoltate în interiorul vechilor limite ale castrum-ului din Dijon, moștenire a epocii romane. Ulterior, orașul s-a confruntat cu lipsa de spațiu, iar după demolarea zidurilor de apărare au apărut cartiere noi.
Arhitectura religioasă este, de asemenea, foarte bine reprezentată. Se spune că Dijon ar fi fost supranumit „orașul cu o sută de clopotnițe” de către un rege al Franței, Francisc I sau Henric IV, o expresie care este încă folosită ocazional. Într-adevăr, edificiile religioase marchează peisajul centrului orașului.
Cel mai reprezentativ monument medieval din Dijon era biserica abațială Saint-Bénigne, reconstruită începând cu anul 1001 de Vilhelm de Volpiano. Din rotonda romanică cu trei etaje, distrusă în 1793, s-a păstrat doar nivelul inferior, restaurat în anii 1860 și cunoscut sub numele de cripta Saint-Bénigne.
Singurul edificiu religios romanesc care s-a păstrat aproape intact în Dijon este biserica Saint-Philibert. În schimb, biserica Notre-Dame, construită în secolul al XIII-lea, este un exemplu remarcabil al stilului gotic burgund. O operă gotică mai târzie este lucrarea lui Claus Sluter, vizibilă la portalul bisericii Champmol și la Puits de Moïse (Fântâna lui Moise).
Arhitectura civilă medievală este reprezentată de vechiul Hôtel ducal, reconstruit de Filip cel Bun și dominat de turnul Philippe le Bon, precum și de numeroase case medievale cu colombaje și hoteluri particulare ale burghezilor înstăriți.
Arhitectura flamandă și italiană inspiră ulterior artiștii din Dijon. Hugues Sambin interpretează în Dijon stilul Renașterii italiene. Biserica Saint-Michel este reconstruită începând cu 1499, iar fațada sa este tipică stilului renascentist.
În secolele al XVII-lea și al XVIII-lea, doi mari arhitecți de curte, Jules Hardouin-Mansart, apoi Jacques Gabriel, redesenează o parte din centrul orașului. Primul creează Place Royale (actuala Place de la Libération) în fața fostului palat al ducilor, pe care îl remodelează. Gabriel continuă această lucrare.
Hotelurile particulare reflectă arhitectura secolelor al XVII-lea și al XVIII-lea, printre care Hôtel de Vogüé (1610), Hôtel Chartraire de Montigny și Hôtel Bouhier de Lantenay (în prezent sediul prefecturii).
Dijon a fost profund marcat de arhitectura secolului al XIX-lea. Neoclasicismul este reprezentat de teatru, început în perioada Imperiului și finalizat în 1828, după planurile lui Jacques Cellerier. Hala pieței acoperite, construită între 1873 și 1875, este un exemplu de arhitectură metalică.
Unele cartiere prezintă o arhitectură de tip haussmannian, precum Place Darcy și străzile adiacente sau cele de-a lungul marilor bulevarde, cum ar fi boulevard de Brosses, rue Devosge, boulevard Carnot și Place Wilson. Sinagoga a fost construită între 1873 și 1879, iar templul protestant între 1896 și 1898.
În plus, Dijon are clădiri recente notabile, precum biserica Sacré-Cœur, în stil romano-bizantin, ridicată între 1933 și 1938, biserica Sainte-Bernadette, construită din beton, plastic și aluminiu între 1959 și 1964, precum și Palatul Congreselor și Palatul Sporturilor.
În 2005, eticheta „Patrimoine du XXe siècle” (Patrimoniu al secolului XX) a fost acordată pentru zece edificii din Burgundia, dintre care două se află în Dijon: villa Messner, construită între 1912-1913 pe rue Parmentier de Joseph Jardel, și biserica Sainte-Bernadette, realizată între 1960-1964 de arhitectul Joseph Belmont. Situată în cartierul Grésilles, biserica este unul dintre primele exemple de arhitectură religioasă de după Conciliul Vatican II.
Dijon deține și clădiri moderne realizate de arhitecți renumiți. Printre acestea se numără Palatul Congreselor și Expozițiilor, construit în 1955, Auditoriumul, finalizat în 1998 de biroul Arquitectonica Miami, și Turnul Elithis, ridicat în 2009 de Arte-Charpentier.
Proiectele viitoare, concentrate în special în cartierul Clemenceau, sunt influențate de arhitectura contemporană. Noul sediu al rectoratului (Marbotte Plaza), proiectat de Rudy Ricciotti, face parte din această viziune modernă. Aceste construcții sunt, înainte de toate, ecologice și utilizează materiale durabile.
Palatul ducilor și al Statelor Burgundiei găzduiește din 1787 Muzeul de Arte Frumoase. În secolul al XIX-lea, primăria s-a instalat de asemenea aici. În fața palatului se întinde Piața Libertății, în formă de hemiciclu, concepută de Jules Hardouin-Mansart între 1686 și 1689. Aceasta a fost renovată în 2006: pavajul a fost înlocuit cu dale de piatră, iar trei fântâni, compuse din jeturi de apă și lumini, au fost instalate. Palatul mărturisește trecutul Dijonului sub duci. Acesta cuprinde: turnul de Bar, fostul turn de Brancion, construit de Filip cel Îndrăzneț în 1365; bucătăriile ducale, construite de Filip cel Bun în 1433; turnul Filip cel Bun, inițial numit turnul Terasei, datând din 1455, care servea atât ca turn de observație, cât și ca locuință, iar scara sa numără 316 trepte.
Catedrala Saint-Bénigne, construită în secolele al XIII-lea și al XIV-lea, adăpostește în cripta sa, singura vestige a unei rotonde romanice distruse în 1792, rămășițele mormântului martirului omonim, evanghelizator al Burgundiei. Edificiul, odinioară biserică abațială a abației Saint-Bénigne, era înconjurat de clădiri, dintre care s-a păstrat fostul dormitor al benedictinilor, unde se află acum muzeul arheologic.
Biserica Saint-Philibert din Dijon este situată la câțiva pași sud-est de catedrala Saint-Bénigne. Este ușor de recunoscut datorită turnului său-clopotniță din piatră. În secolul al XIX-lea, a fost folosită ca depozit de sare, ceea ce a deteriorat treptat piatra edificiului. Aflată într-o stare structurală foarte degradată, a fost închisă între 1979 și 2002.
Biserica Notre-Dame, datând din secolul al XIII-lea, capodoperă a goticului burgund, este unică în arhitectura gotică franceză. Ea adăpostește statuia Notre-Dame de Bon-Espoir. Fațada sa vestică este împodobită cu numeroase garguie decorative, refăcute în secolul al XIX-lea de șapte sculptori parizieni. Baza turnului său sudic susține ceasul Jacquemart, dotat cu patru automate. Capela Adormirii Maicii Domnului, aflată în apropiere, este decorată cu o reprezentare a Adormirii realizată de Jean Dubois, dar nu este deschisă publicului. Locuitorii din Dijon au obiceiul de a mângâia bufnița sculptată pe contrafortul unei capele a bisericii Notre-Dame. Potrivit legendei, o atingere cu mâna stângă, pe partea inimii, ar aduce noroc.

### Palate și hoteluri particulare din Dijon

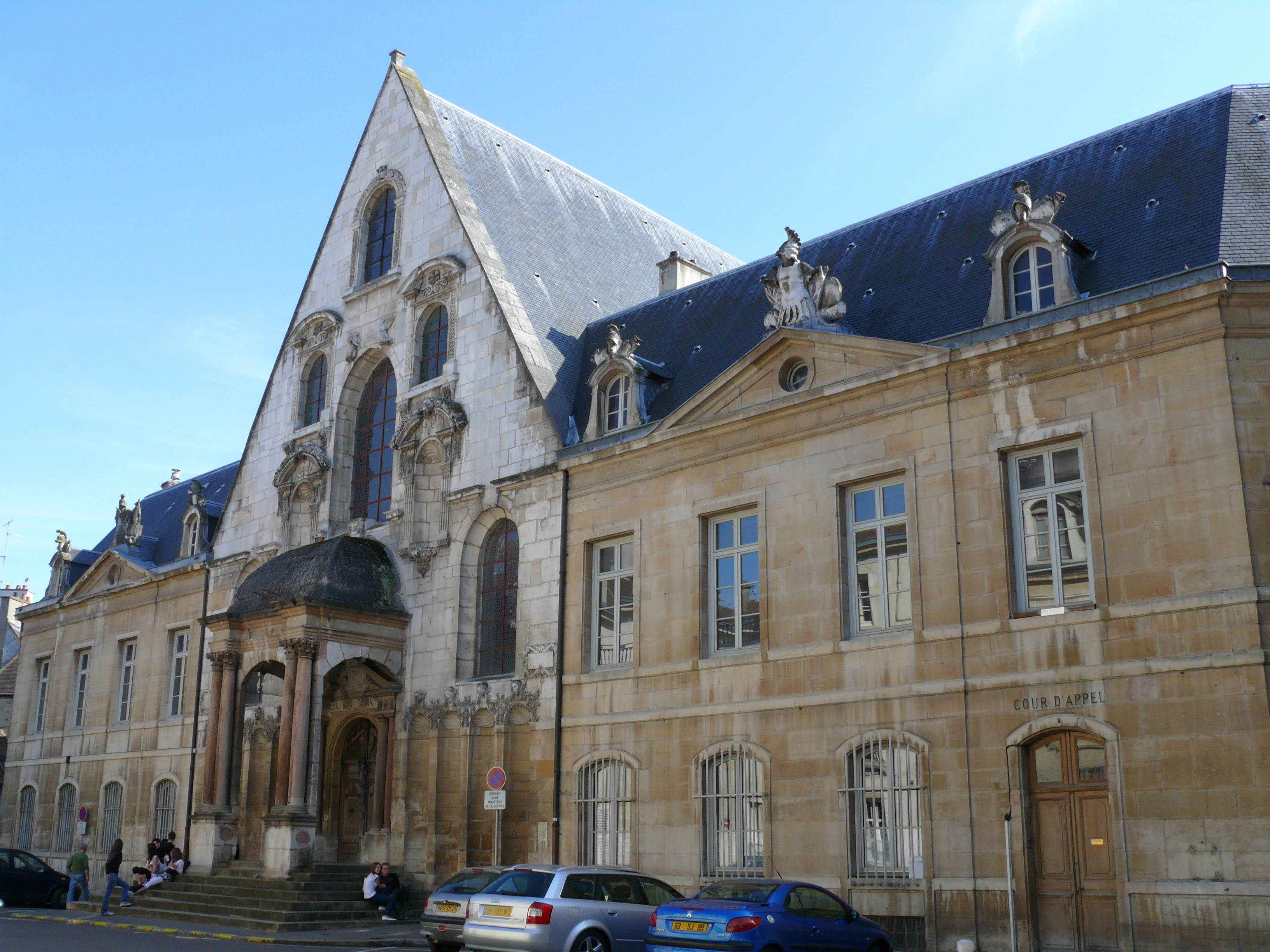
Palatul de Justiție.

În afară de celebrul Palat al Ducilor și al Statelor Burgundiei, care găzduiește astăzi Muzeul de Arte Frumoase și primăria, Dijon are și un Palat de Justiție, fost parlament al Burgundiei. Construcția acestuia a început în 1518 și s-a finalizat în 1522. Clădirea adăpostește în prezent Curtea de Apel, în timp ce celelalte instanțe au fost mutate în clădirea contemporană a complexului judiciar, situată pe bulevardul Clemenceau.
Fostul palat abațial de la Saint-Bénigne este un palat neterminat, din care doar aripa stângă a fost realizată între 1767 și 1770 de către Claude Saint-Père. În stil neoclasic, acest edificiu a devenit ulterior palat episcopal, iar mai târziu a găzduit Școala Națională de Arte Frumoase din Dijon: ENSA Dijon Art & Design.

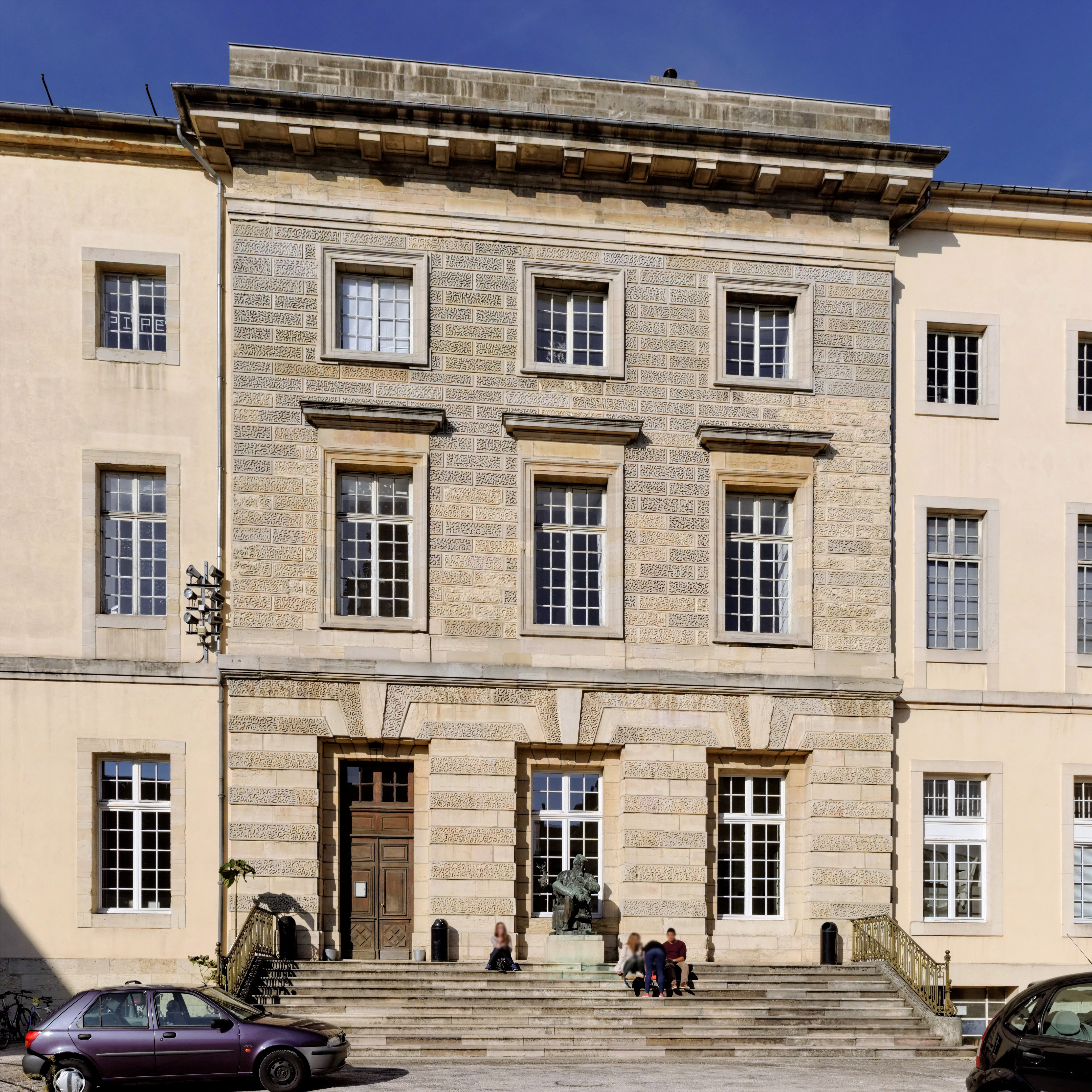
Fostul palat abațial de la Saint-Bénigne.

Hotelurile particulare din Dijon reflectă patru secole de evoluție arhitecturală și mărturisesc prezența unei aristocrații, a unei mari burghezii și a unei nobilimi parlamentare, din Evul Mediu până la Revoluție. Peste o sută de hoteluri particulare remarcabile au fost construite la Dijon între secolul al XV-lea și Revoluție de către mari familii parlamentare sau burgheze. Majoritatea acestor reședințe, situate în centrul orașului, se concentrează în principal în jurul Palatului Ducilor și al Statelor Burgundiei și al Palatului de Justiție.
Renașterea a influențat două tipuri de clădiri: hoteluri particulare și mari case burgheze. În secolul al XVII-lea, modelul hotelului „între curte și grădină”, la modă la Paris, începe să se impună treptat și la Dijon. În cele din urmă, clasicismul aduce în prim-plan o arhitectură bazată pe simetrie și echilibru. Saloanele acestor reședințe se deschid spre grădini amenajate în stil francez, cu partere geometrice. Acest stil domină la Dijon timp de două secole, perioadă în care sunt construite numeroase hoteluri particulare.

### Monumente și locuri turistice principale

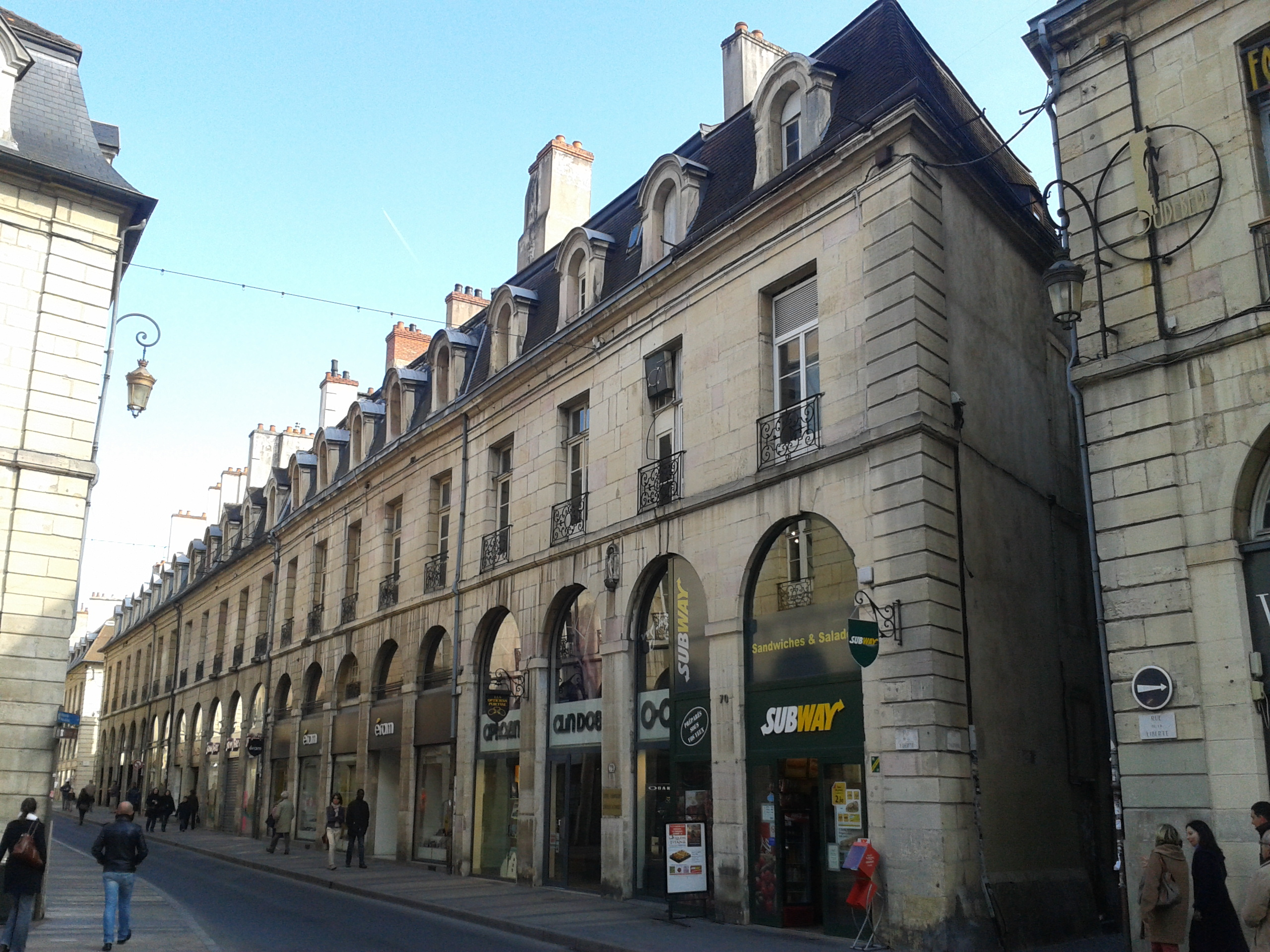
Rue de la Liberté.

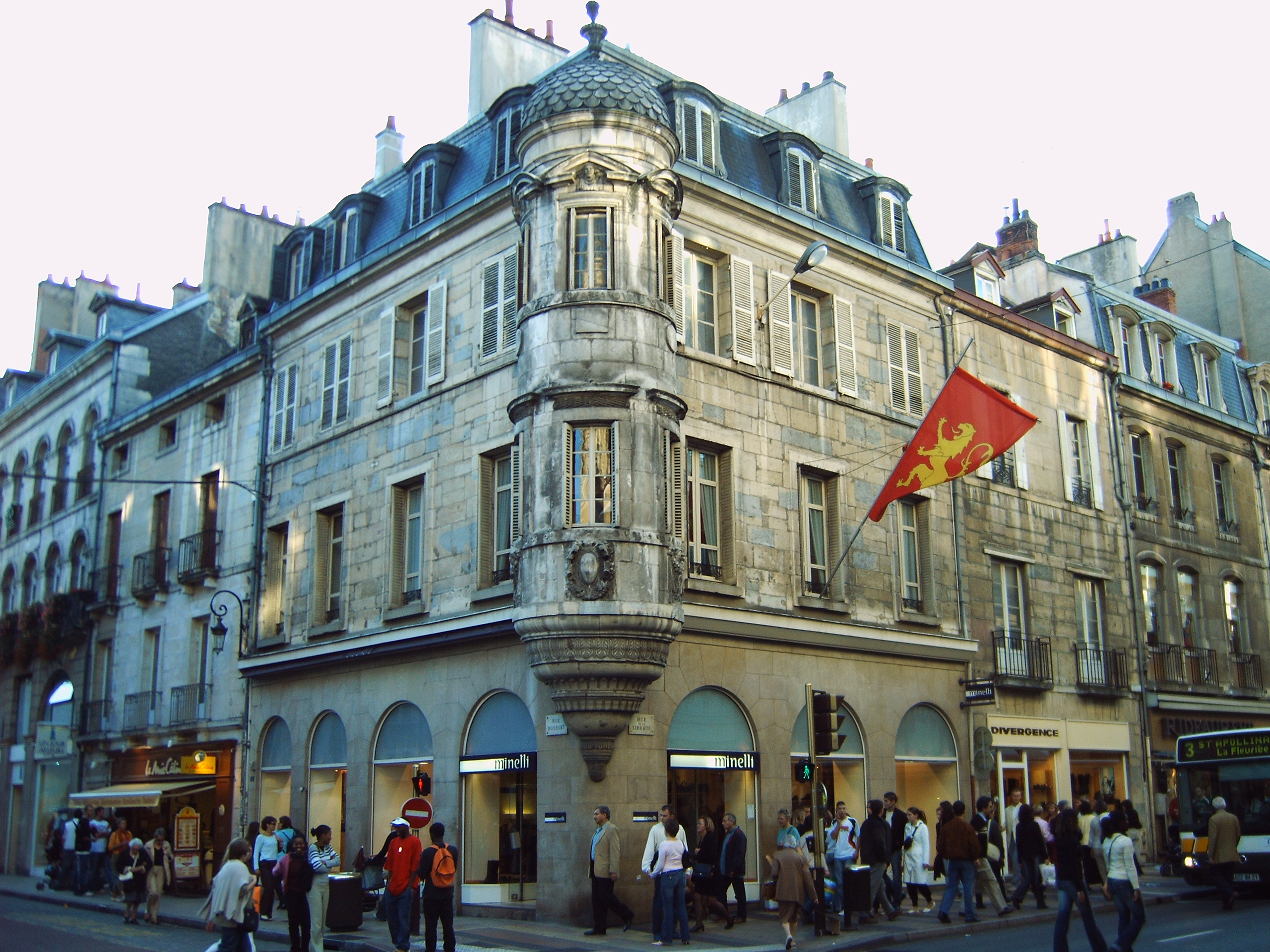
Rue de la Liberté.

- Din castrul de la Dijon (secolul al III-lea) nu s-a păstrat decât turnul numit Petit Saint-Bénigne. Panouri informative marchează limitele acestui fost castru, iar o placă situată în piața Sainte-Chapelle indică traseul său.
- Biserica Saint-Étienne din Dijon[121] este cel mai vechi loc de cult al castrului din Dijon. Inițial o biserică romanică (ale cărei fundații sunt încă vizibile), a făcut parte din abația Saint-Étienne, a canonicilor regulați, în Evul Mediu. A devenit catedrală în 1731, dar a fost dezafectată în timpul Revoluției. Până în 2007, a găzduit Camera de Comerț, iar în prezent adăpostește biblioteca „La Nef” și biblioteca Muzeului de Arte Frumoase. Muzeul Rude ocupă corul bisericii[122].
- Din păcate, din zidurile medievale de apărare au rămas puține urme: calea ferată trece pe locul fostului zid cunoscut sub numele de „rempart de la Miséricorde”. Pe rue de l'Hôpital se mai păstrează vestigii ale bastionului de Guise, care forma colțul sud-vestic al fortificației. De asemenea, pe rue de Tivoli și rue Berlier mai sunt conservate două segmente de zid.
- Biserica Saint-Jean din Dijon[123], datând din secolul al IV-lea, a fost reconstruită în 1448 în stil gotic.
- Din fosta chartreuse de Champmol s-au păstrat Puits de Moïse, sculptat de Claus Sluter la sfârșitul secolului al XIV-lea, și portalul capelei. Puits de Moïse se află în centrul unei curți a centrului spitalicesc de la Chartreuse. Este o capodoperă a lui Claus Sluter, începută în 1395. Monumentul are o înălțime de 7 metri și este amplasat într-un bazin alimentat de un strat freatic. Sculptura este decorată cu statuile celor șase profeți ai Vechiului Testament. A fost clasat monument istoric în 1840[124]. În 1833, departamentul a achiziționat domeniul chartreusei pentru a-l transforma într-un spital de psihiatrie, ceea ce ridică numeroase probleme în ceea ce privește punerea sa în valoare din punct de vedere turistic[125].
- Casa Millière[126] și Hotelul de Vogüé[108] se află în spatele bisericii Notre-Dame, pe rue de la Chouette.
- Fostul parlament din Dijon[127] a fost construit la sfârșitul secolului al XV-lea și începutul secolului al XVI-lea pentru a găzdui parlamentul Burgundiei; în prezent, rămâne sediul unor tribunale. În 1522, tâmplarul Antoine Galley a realizat tavanul marelui salon, cunoscut și sub numele de „camera aurită”. Poarta principală a fațadei este o copie a celei sculptate în secolul al XVI-lea de Hugues Sambin.
- Biserica Sainte-Anne din Dijon[128], în stil baroc, are o cupolă din cupru, datând din secolul al XVIII-lea. Ea adăpostește Muzeul de Artă Sacră din Dijon, inaugurat în 1980[129].
- Mănăstirea Bernardinelor din Dijon[128], în stil clasic și renascentist din secolul al XVII-lea, găzduiește din 1993 Muzeul Vieții Burgunde Perrin de Puycousin[130].
- Capela mănăstirii carmelitelor[131], primul așezământ monastic feminin din Dijon, datând din 1608.
- Castelul de la Colombière și parcul de la Colombière[132], legate de centrul orașului prin „allées du Parc”, au fost fondate în secolul al XVII-lea de către prinții de Condé și guvernatorii Burgundiei, Ludovic II de Bourbon-Condé și Henri Jules de Bourbon-Condé (tată și fiu).
- Porte Guillaume[133], situată în piața Darcy, se află pe locul unei foste porți fortificate din zidurile orașului. A fost ridicată în 1788 de Caristie, după planurile lui Jean-Philippe Maret, în onoarea prințului de Condé.
- Halele pieței din Dijon[134], construite în arhitectură metalică, au fost ridicate între 1873 și 1875 de Clément Weinberger.
- Portul canalului din Dijon (secolul al XIX-lea), fost port fluvial de comerț pe canalul Burgundiei, a devenit port de agrement.
- Biserica Sacré-Cœur din Dijon[135] datează din anii 1930.
- Acoperișurile burgunde sunt, de asemenea, elemente ale patrimoniului cultural al Dijonului. Compuși din țigle emailate multicolore dispuse în modele geometrice, ele împodobesc câteva clădiri din centrul orașului, precum hotelul de Vogüé[108], hotelul Aubriot și catedrala Saint-Bénigne.

### Spații verzi
Dijon este un oraș înflorit, care a obținut patru flori cu distincția Grand Prix în 2007, în cadrul concursului Villes et Villages Fleuris. Orașul dispune de numeroase parcuri și grădini publice, atât în centrul orașului, cât și în periferie, însumând 745 de hectare de spații verzi, ceea ce reprezintă, în medie, aproximativ 50 m² pe locuitor.

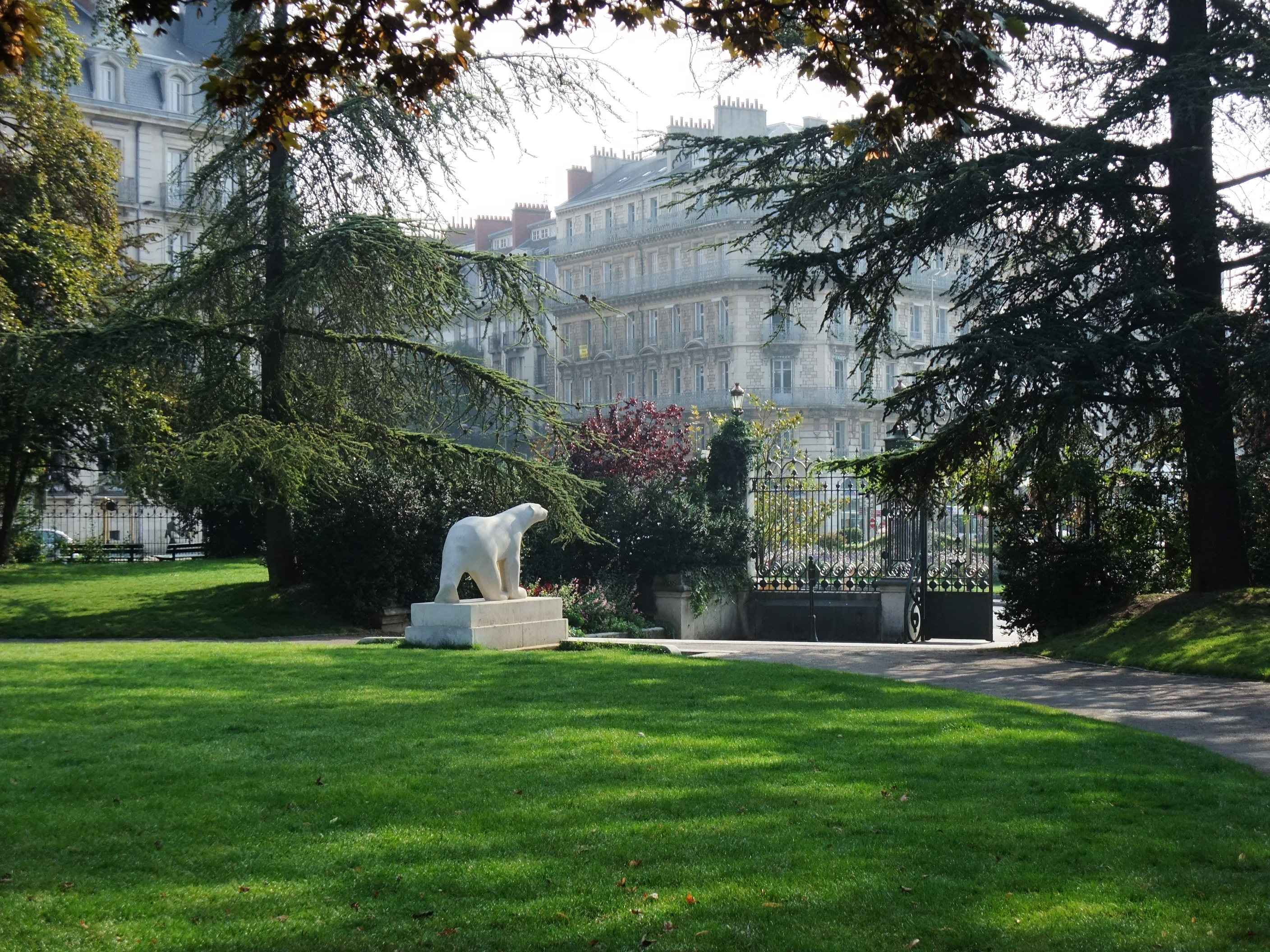
Jardin Darcy.

Dintre aceste spații verzi, cel mai divers este Grădina Botanică de l'Arquebuse din Dijon. Aceasta este o grădină botanică bogată, care adăpostește aproximativ 3 500 de specii de plante botanice din Burgundia și din întreaga lume. Este alcătuită dintr-o grădină publică, un arboretum, o rozariere, un muzeu de istorie naturală și de etnologie și un planetariu.
La porțile centrului istoric se află Grădina Darcy, un parc public de un hectar, amenajat în stil neorenascentist, situat în piața Darcy, în centrul orașului. Grădina este dedicată lui Henry Darcy (1803-1858).
Orașul Dijon are aproximativ douăzeci de parcuri, dintre care cele mai importante sunt:
- Parcul de la Colombière[132]
- Parcul Carrières Bacquin
- Grădina Botanică de l'Arquebuse
- Grădina Darcy[140]
- Grădina Japoneză
- Lacul Kir

Dar și Parcul de la Toison d'Or, Parcul Clemenceau, Parcul des Argentières, Parcul du Drapeau, Parcul de la Combe Saint-Joseph, Combe Billenois, Parcul rîului Fontaine d'Ouche, Parcul natural de la Combe à la Serpent, Parcul de la Combe Persil, Parcul castelului de Larrey, Parcul des Grésilles, Parcul de la Motte-Giron.

### Fosta limbă și accentul burgund
Orașul Dijon făcea parte din aria lingvistică a limbilor galoromanice. Totuși, franceza a înlocuit complet dialectul local, care s-a menținut până în secolul al XIX-lea în cartierele periferice și mai ales în zonele rurale, printr-un patois recunoscut prin două trăsături specifice.
Pe de o parte, acest grai burgund-morvandiau păstrează un vocabular caracteristic, încă utilizat în Côte-d'Or, în special în legătură cu cultura vinului, cum ar fi termenul „bareuzai”, desemnând viticultorul.
Accentul este, de asemenea, ușor de recunoscut, în special la persoanele mai în vârstă, prin pronunția vibrată a literei „r” și prin alungirea unor foneme, precum „eu” și „a”. O altă caracteristică este reducerea unor silabe, ca în exemplul „le chenil”, pronunțat „le chnil”.
Se poate remarca, de asemenea, pronunția specifică a literei „x” (s), care s-a păstrat în nume de locuri precum Auxerre, Auxois sau Auxonne. Acest accent nu mai este folosit de dijonezi, dar mai poate fi întâlnit ocazional în regiune.

### Personalități
- Jehan Tabourot (1520-1595), canon, compozitor și scriitor, cunoscut și sub pseudonimul său anagramatic, Thoinot Arbeau;
- Bossuet (1627-1704), scriitor;
- Jean-Philippe Rameau (1683-1764), compozitor; conservatorul din Dijon îi poartă numele.
- Georges-Louis Leclerc de Buffon (1707-1780), naturalist, născut la Montbard și stabilit la Dijon, unde o stradă îi poartă numele;
- Charles de Brosses (1709-1777), filolog; un bulevard din Dijon îi poartă numele.
- Jacques Cazotte (1719-1792), scriitor;
- Claude Balbastre (1724-1799), compozitor;
- Nicolas Frochot (1761-1828), prefect de Paris;
- Charles Joseph Minard (1781-1870), inginer civil, inventator al infografiei;
- Étienne Cabet (1788-1856), socialist utopic;
- Virginie Ancelot (1792-1875), romancieră și pictoriță;
- Aloysius Bertrand (1807-1841), poet; deși născut în Italia, și-a petrecut tinerețea la Dijon și a evocat de mai multe ori orașul în opera sa „Gaspard de la nuit”. O stradă din Dijon îi poartă numele.
- François Rude (1784-1855), sculptor; o piață și o stradă din Dijon îi poartă numele.
- François Jouffroy (1806-1882), sculptor;
- Gustave Eiffel (1832-1923), inginer; o avenue și un liceu din Dijon îi poartă numele.
- Maurice Blondel (1861-1949), filosof;
- André Lalande (1867-1963), filosof;
- Roger Guillemin (1924-2024), laureat al Premiului Nobel pentru Fiziologie sau Medicină în 1977;
- Claude Jade (1948-2006), actriță;
- François Rebsamen (născut în 1951), primar al Dijonului (2001-2015 și 2015-2024) și fost Ministru al Muncii;
- Anne Lauvergeon (născută în 1959), fostă președintă a Areva;
- Vitalic (născut în 1976), artist, producător, autor și compozitor francez de muzică electronică
- Alban Lenoir (născut în 1980), actor
- Cyrille Maret (născut în 1987), judocan

## Înfrățiri
Datorită poziției sale strategice ca punct de tranzit în Franța, Dijon beneficiază de o tradiție a schimburilor, concretizată prin înfrățiri cu următoarele orașe:
- Maroc – Șafșauan
- România – Cluj-Napoca
- Senegal – Dakar
- Statele Unite ale Americii – Dallas
- Portugalia – Guimarães
- Belgia – Mechelen
- Germania – Mainz
- Polonia – Opole
- Cehia – Districtul 6 din Praga
- Ungaria – Pécs
- Italia – Reggio Emilia
- Macedonia de Nord – Skopje
- Rusia – Volgograd - Înfrățirea este suspendată în urma declanșării invaziei Ucrainei de către Rusia în 2022.
- Regatul Unit al Marii Britanii și al Irlandei de Nord – York